# Biserica reformată din Forțeni

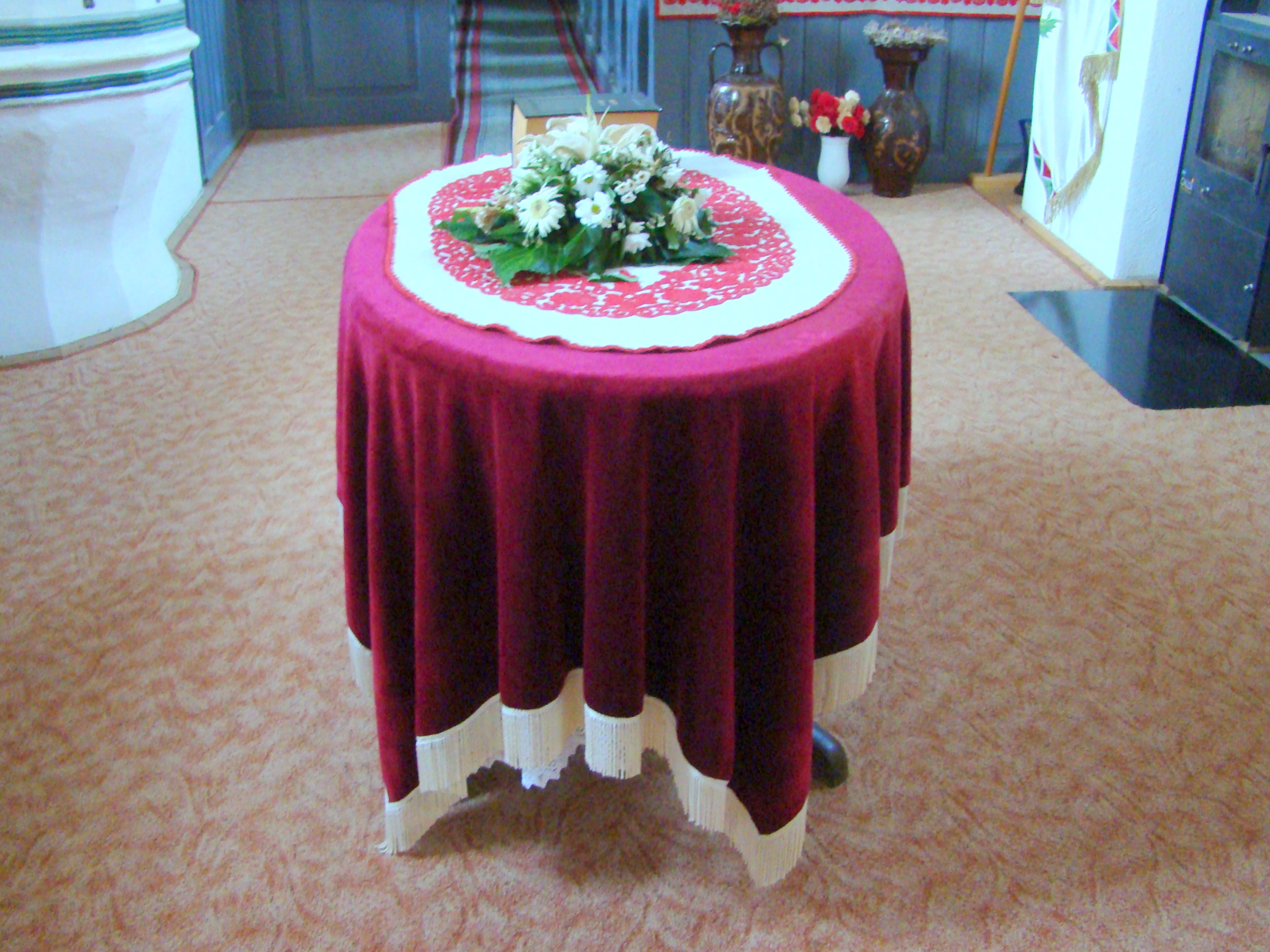
Masa Domnului

Biserica reformată din Forțeni este un ansamblu de monumente istorice aflat pe teritoriul satului Forțeni, comuna Feliceni. În Repertoriul Arheologic Național, monumentul apare cu codul 83240.01.01, 83240.01.02.

Ansamblul este format din două monumente:
- Biserica reformată (cod LMI HR-II-m-A-12822.01)
- Zid de incintă (cod LMI HR-II-m-A-12822.02)

## Localitatea
Forțeni (în maghiară Farcád) este un sat în comuna Feliceni din județul Harghita, Transilvania, România. Datează probabil de la începutul secolului al XII-lea.

## Biserica
Biserica a fost construită în jurul anului 1450, în stil gotic târziu și are un tavan casetat din 1629. Construit în secolul al XVI-lea, turnul a fost deteriorat de cutremurele din 1756 și 1798 și a fost demolat în 1826. Turnul actual a fost construit în anul 1828.

## Imagini din exterior

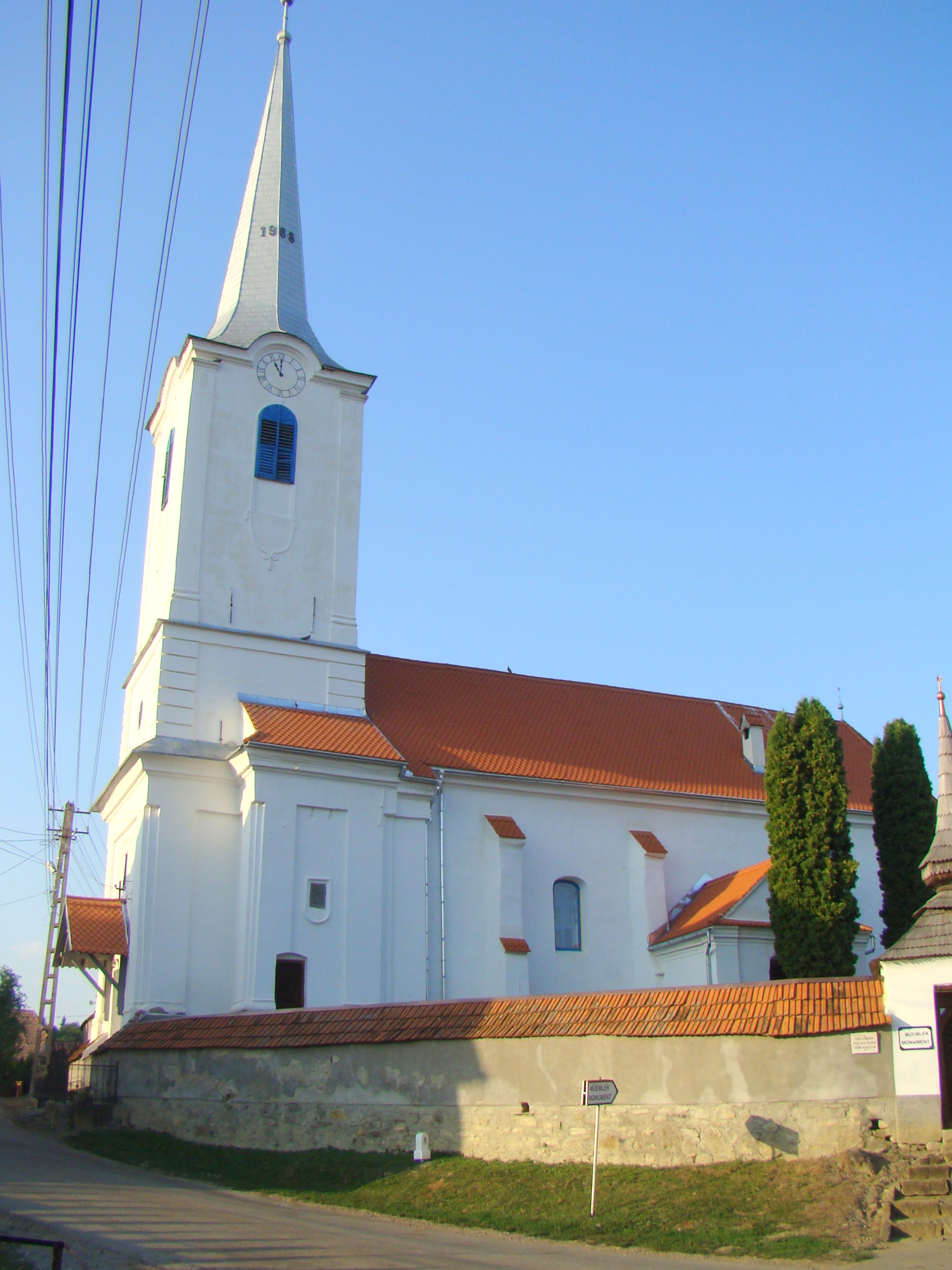
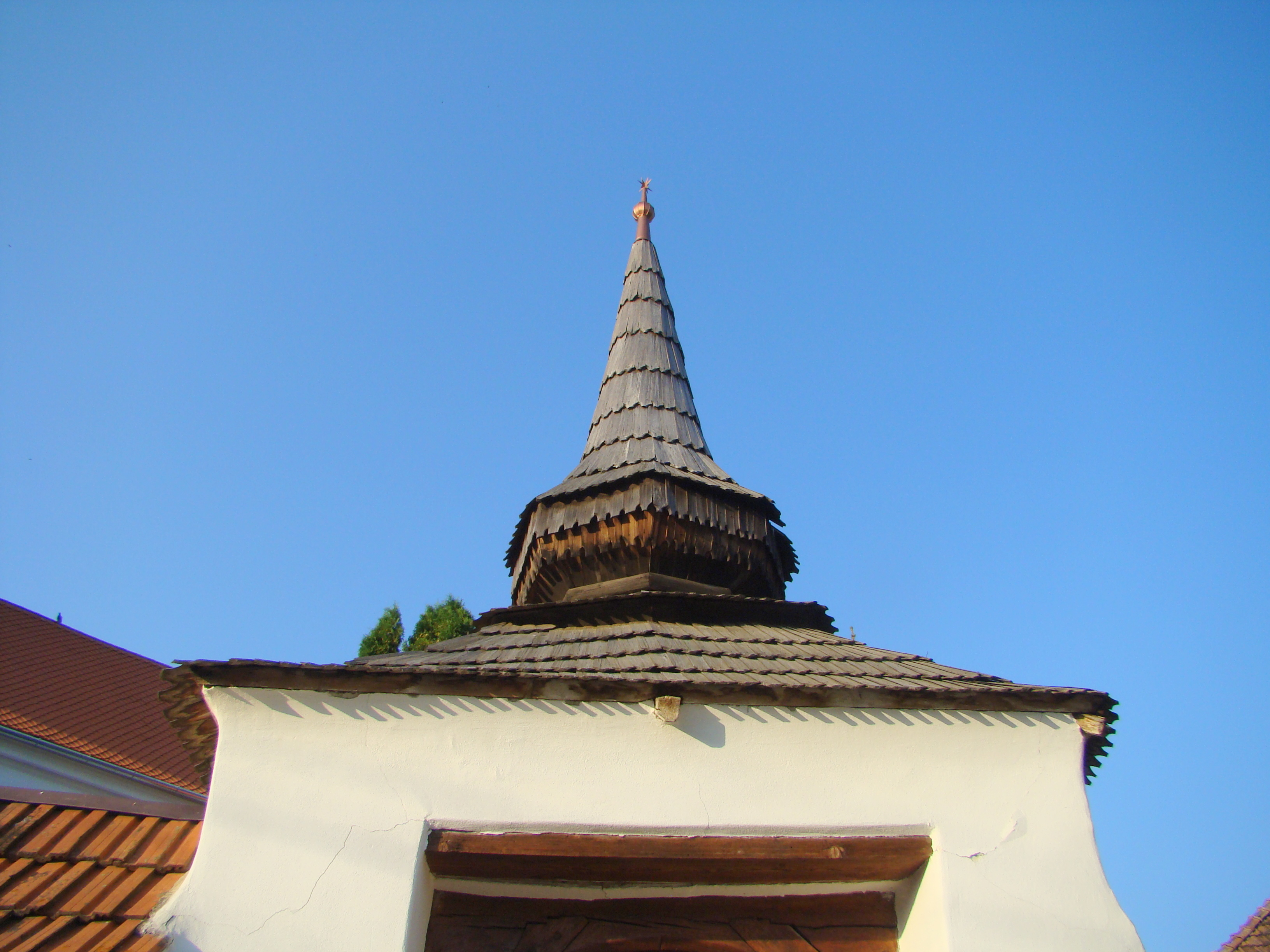
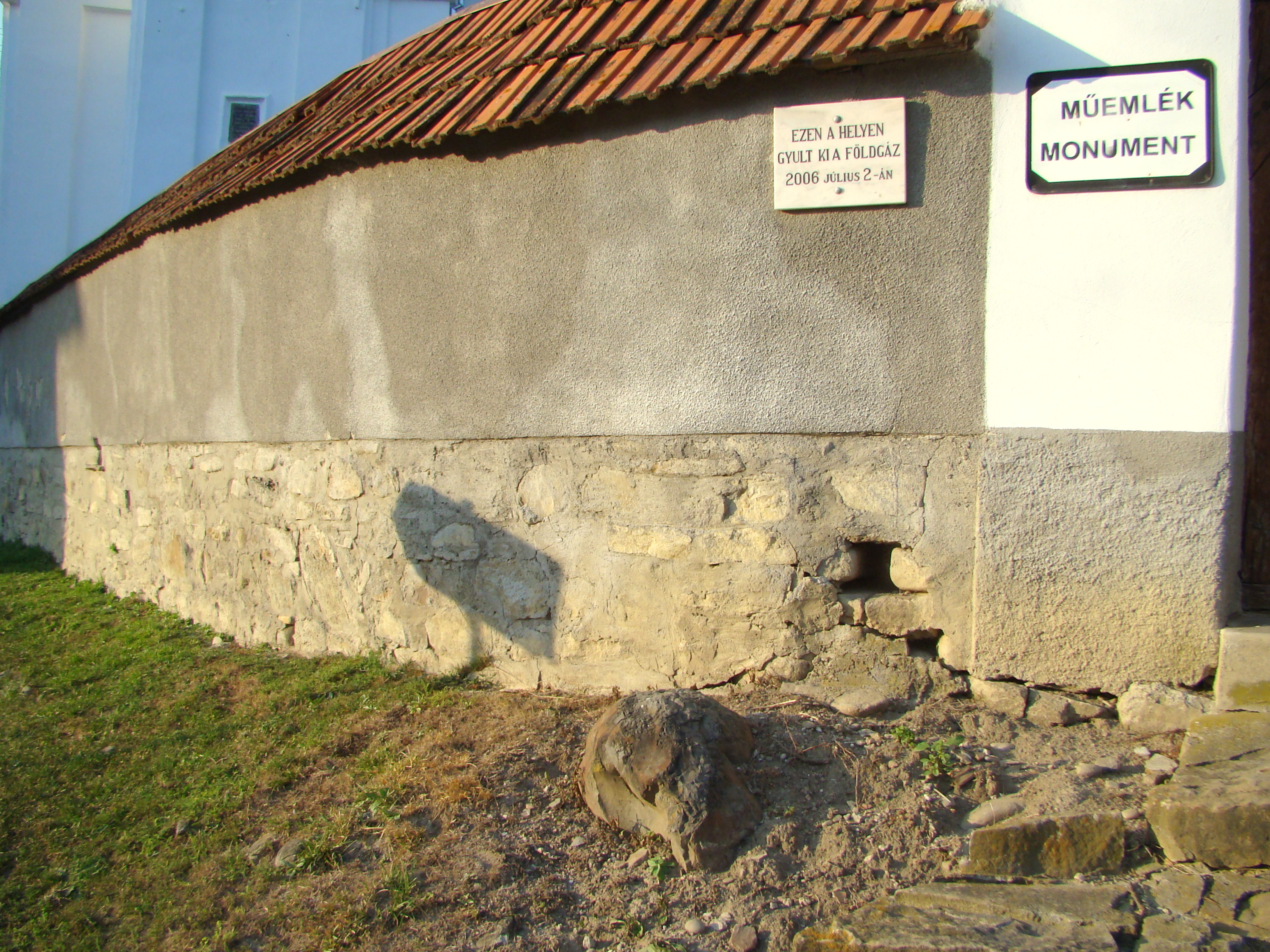
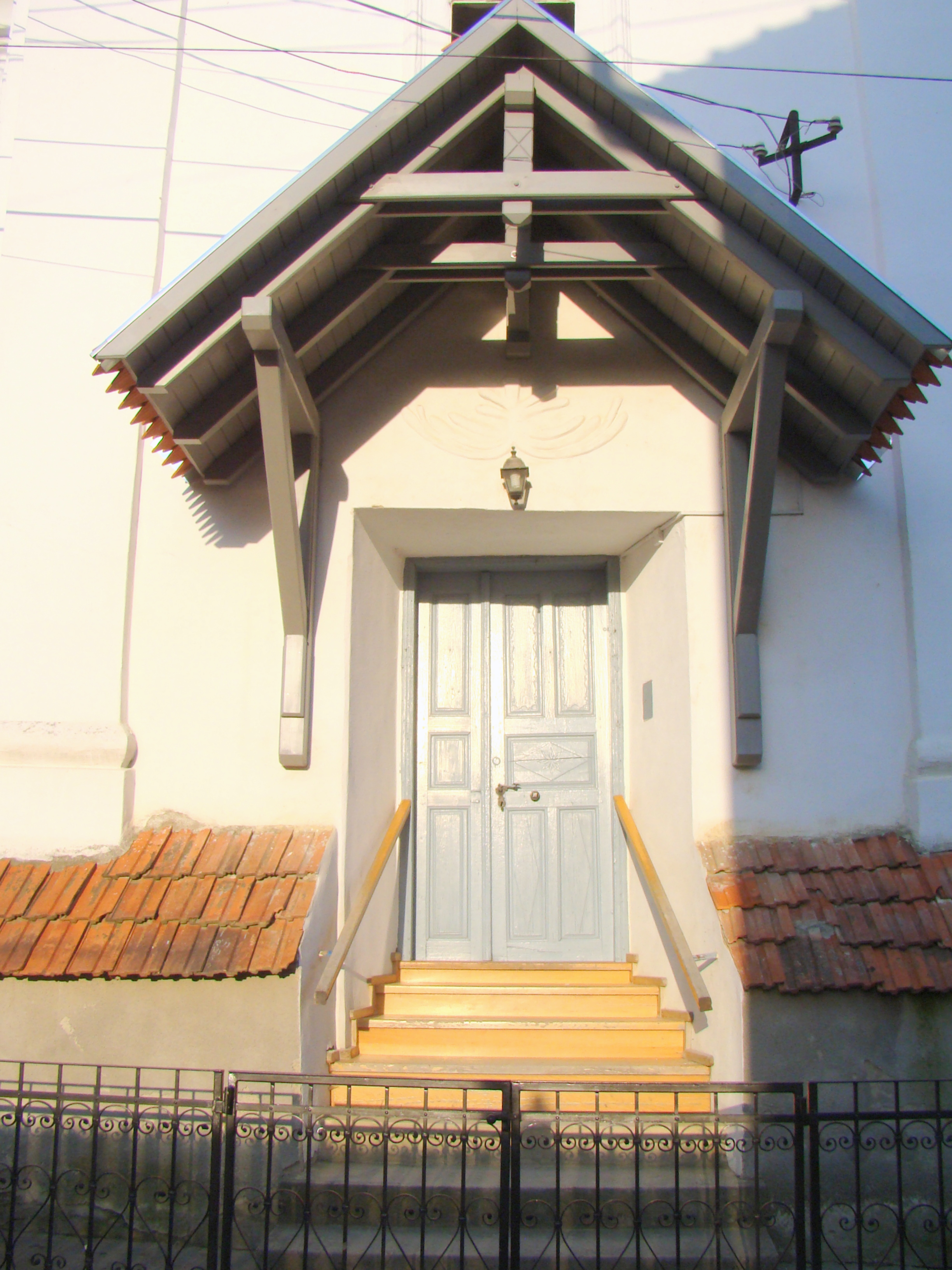
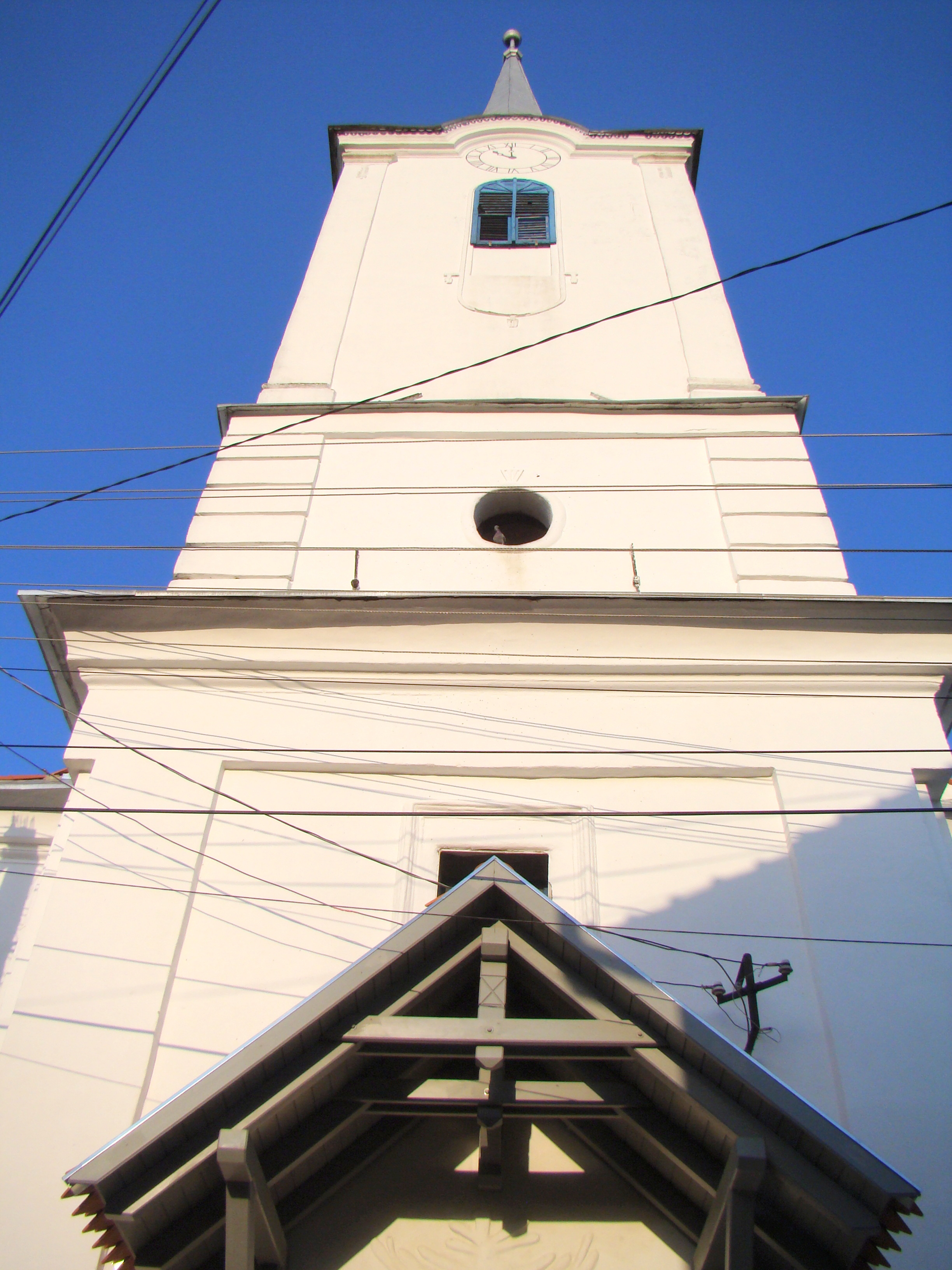
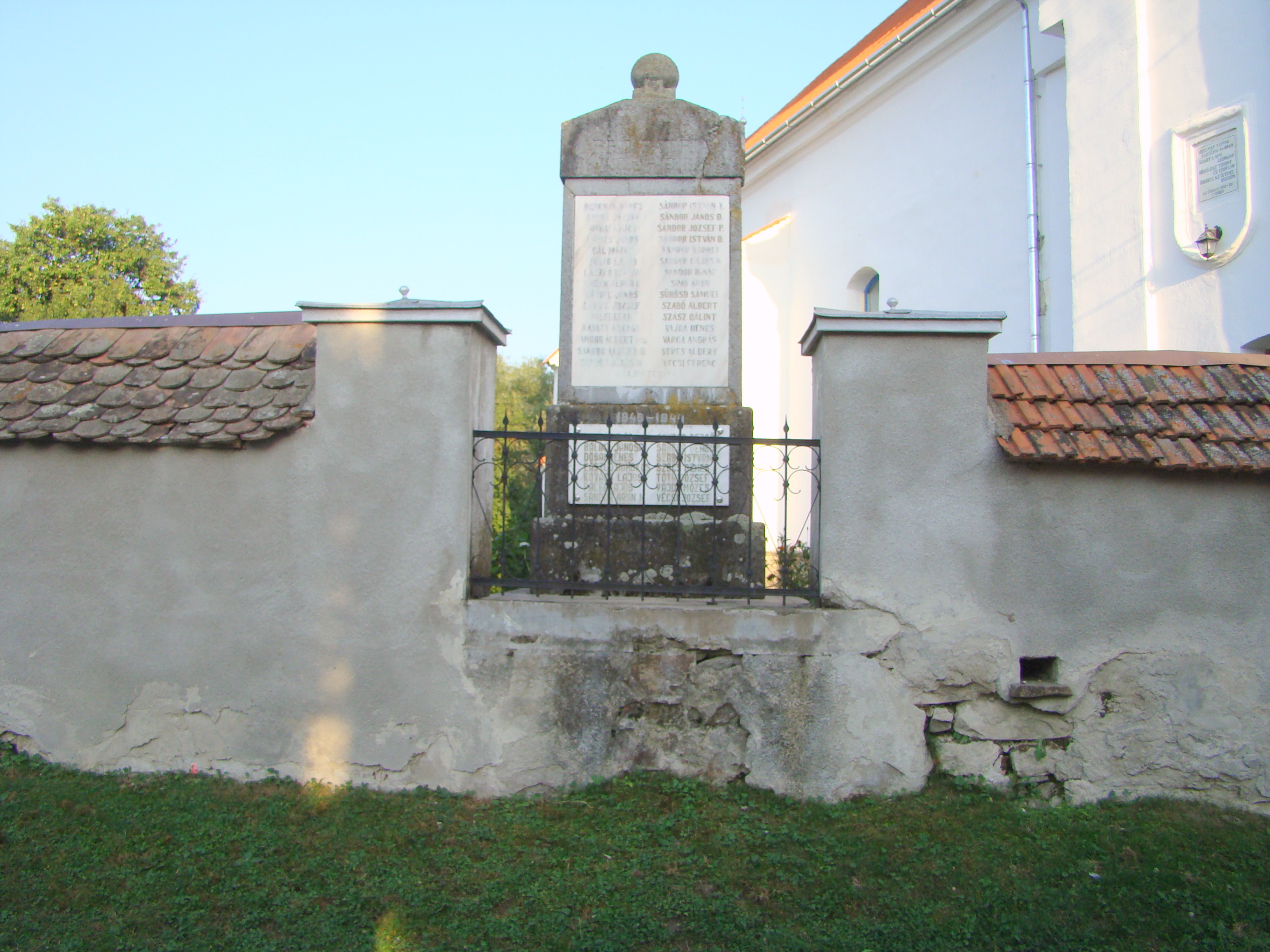
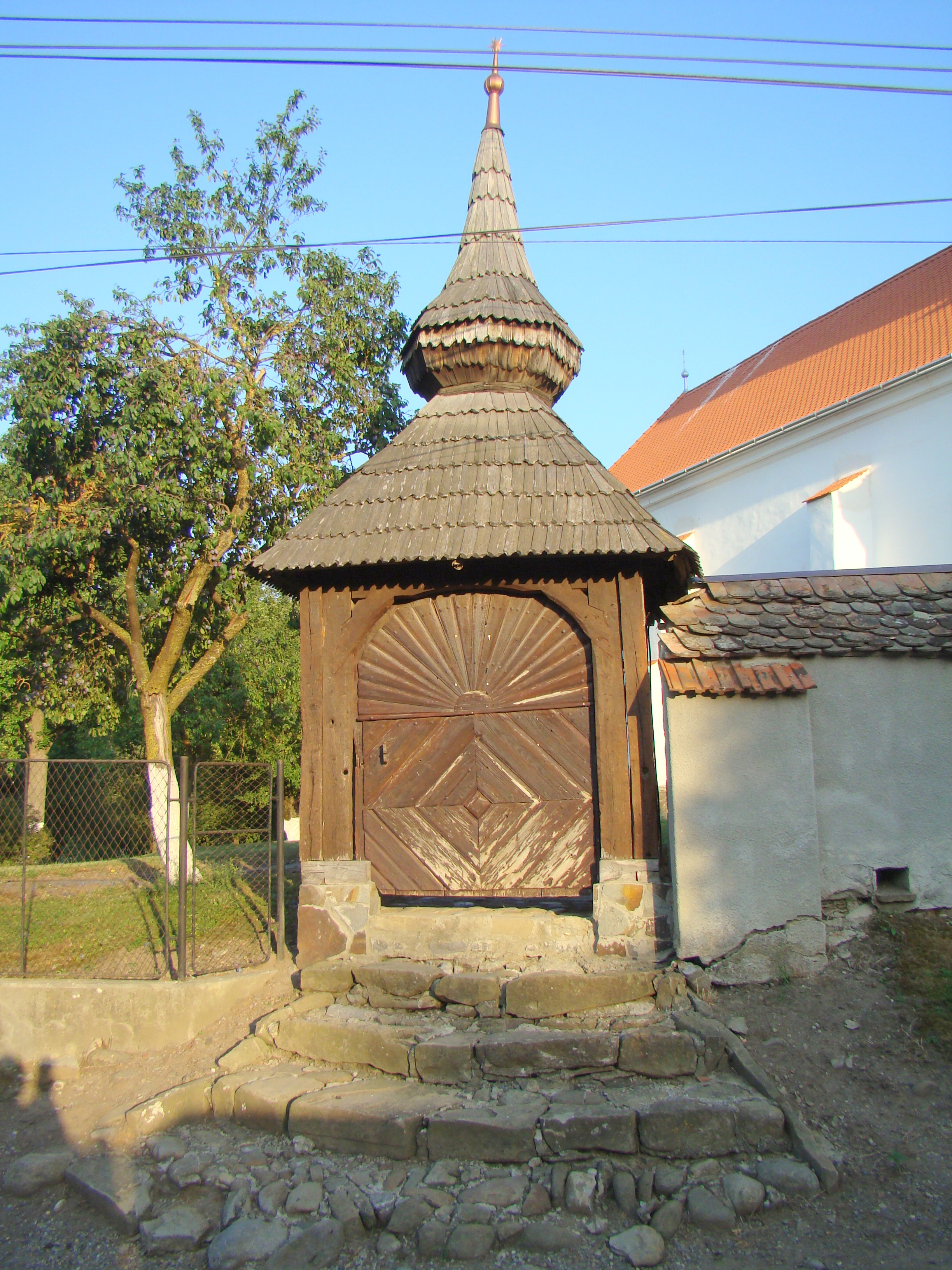
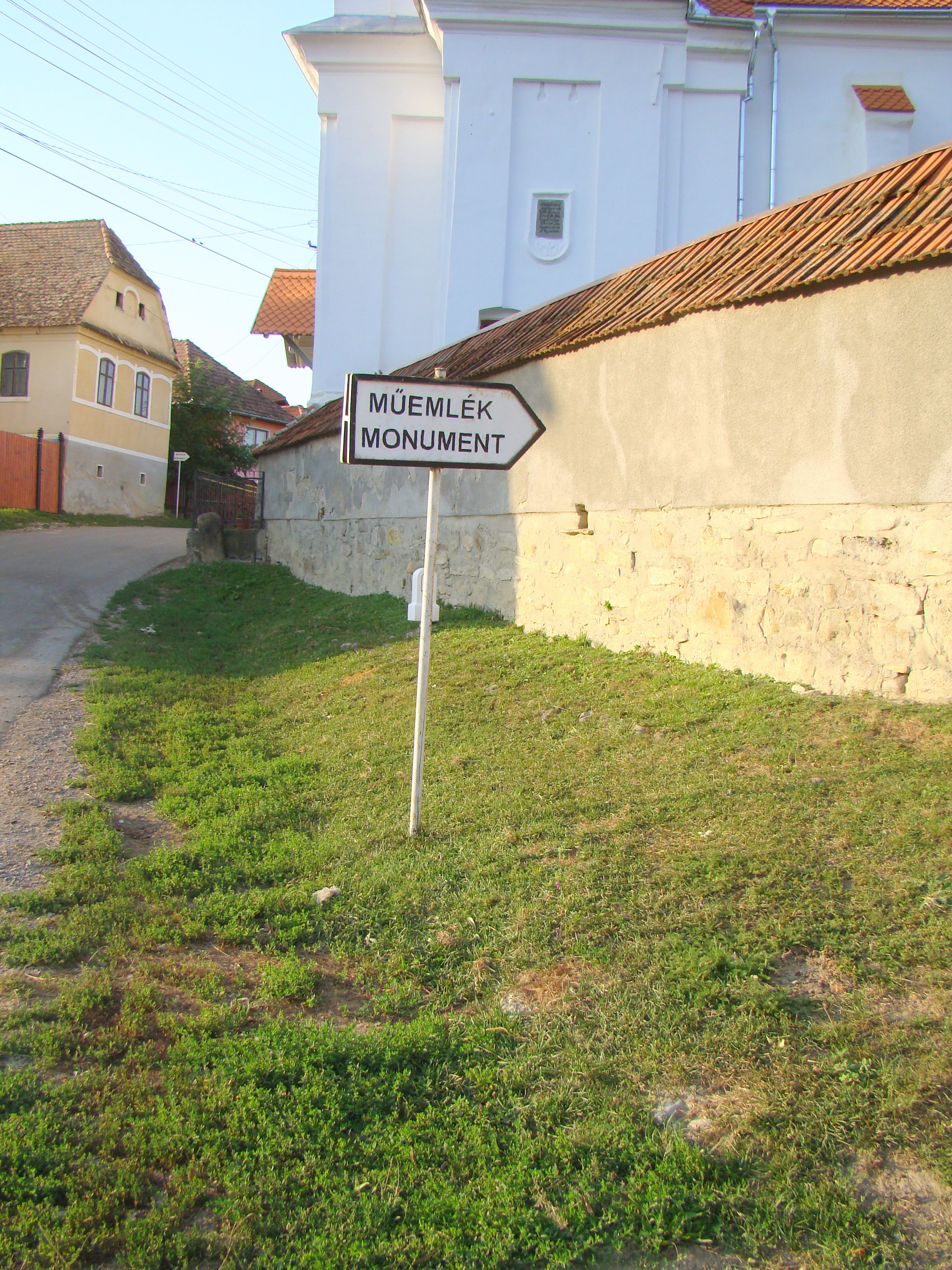
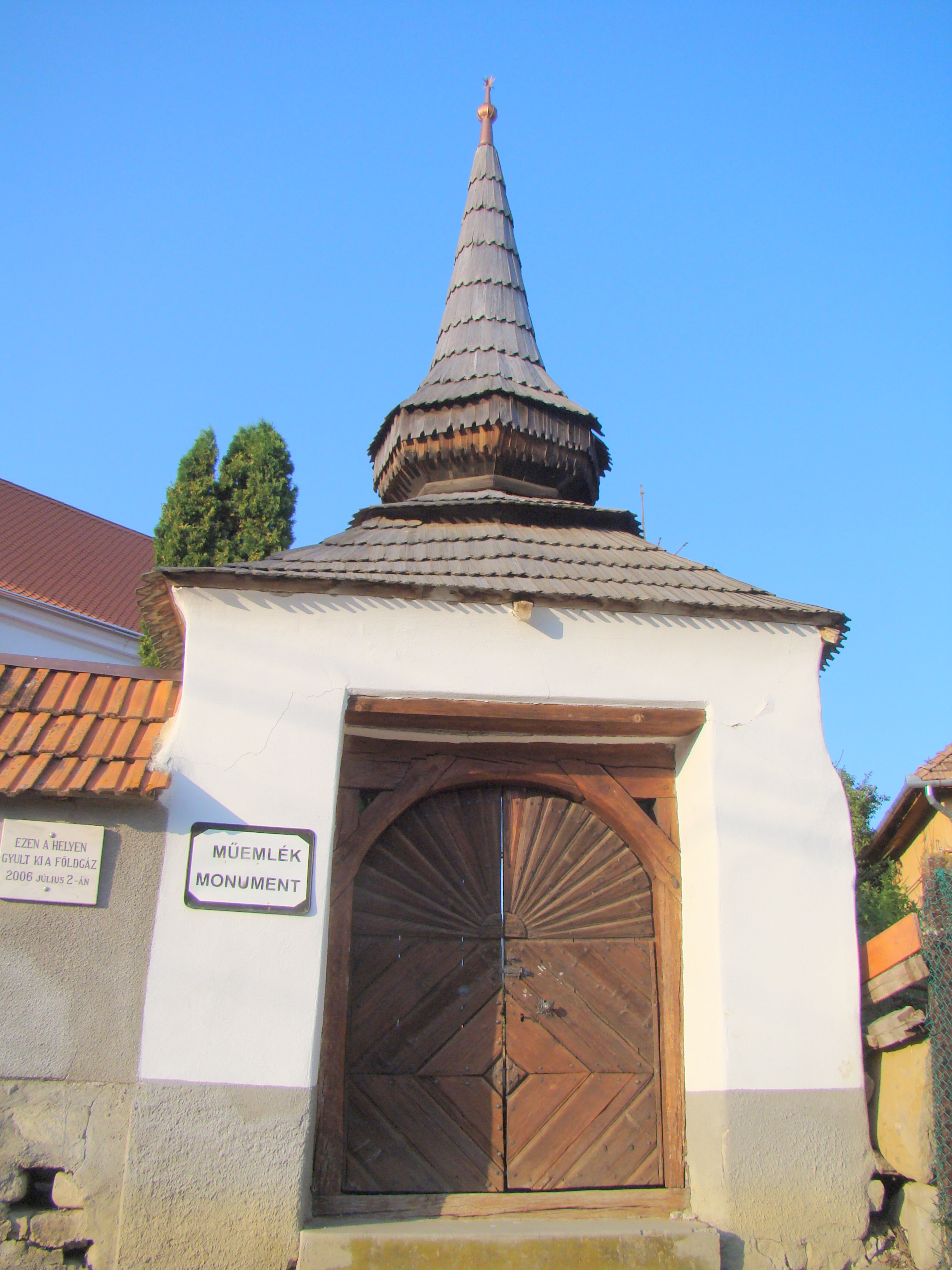
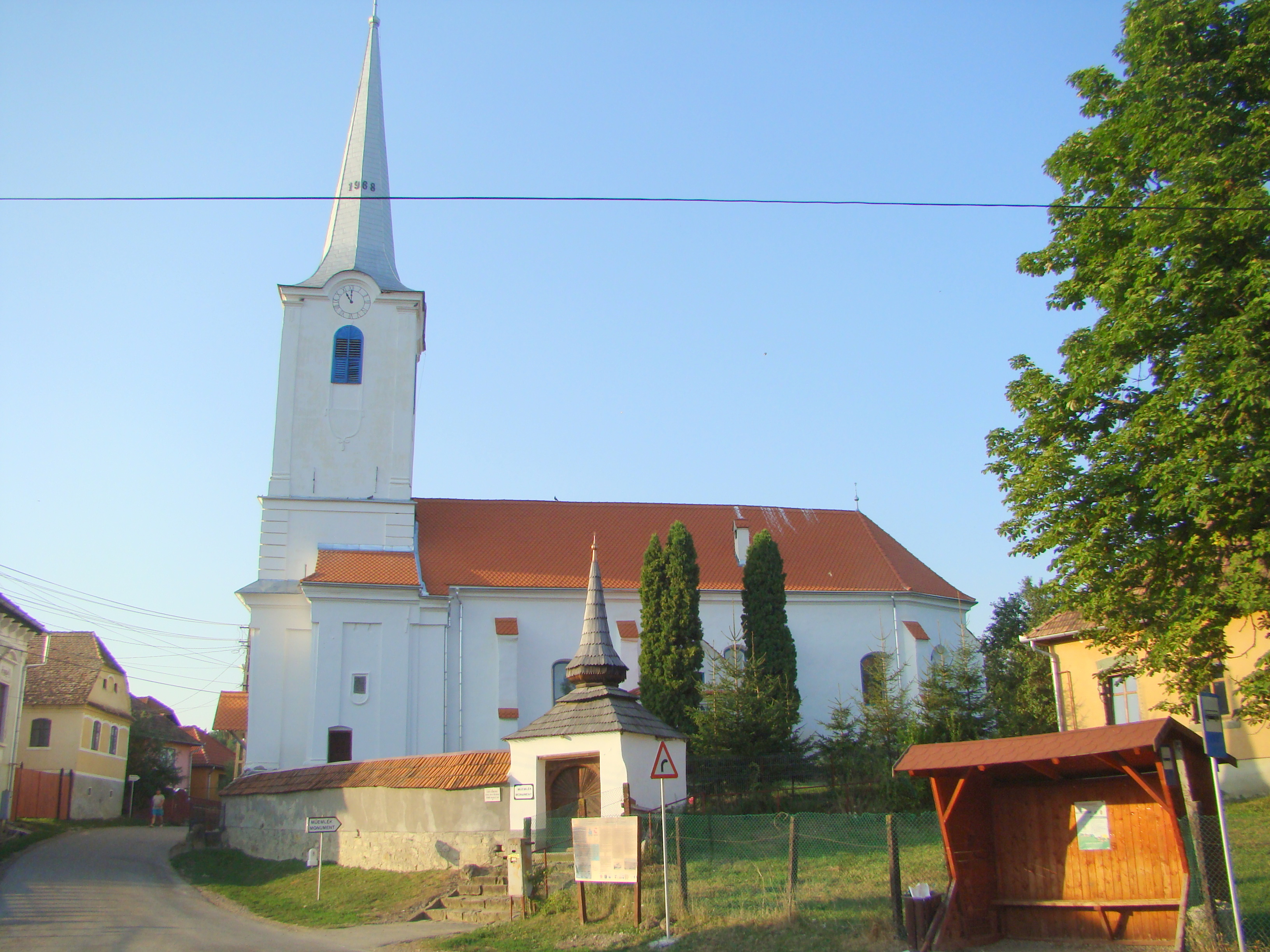
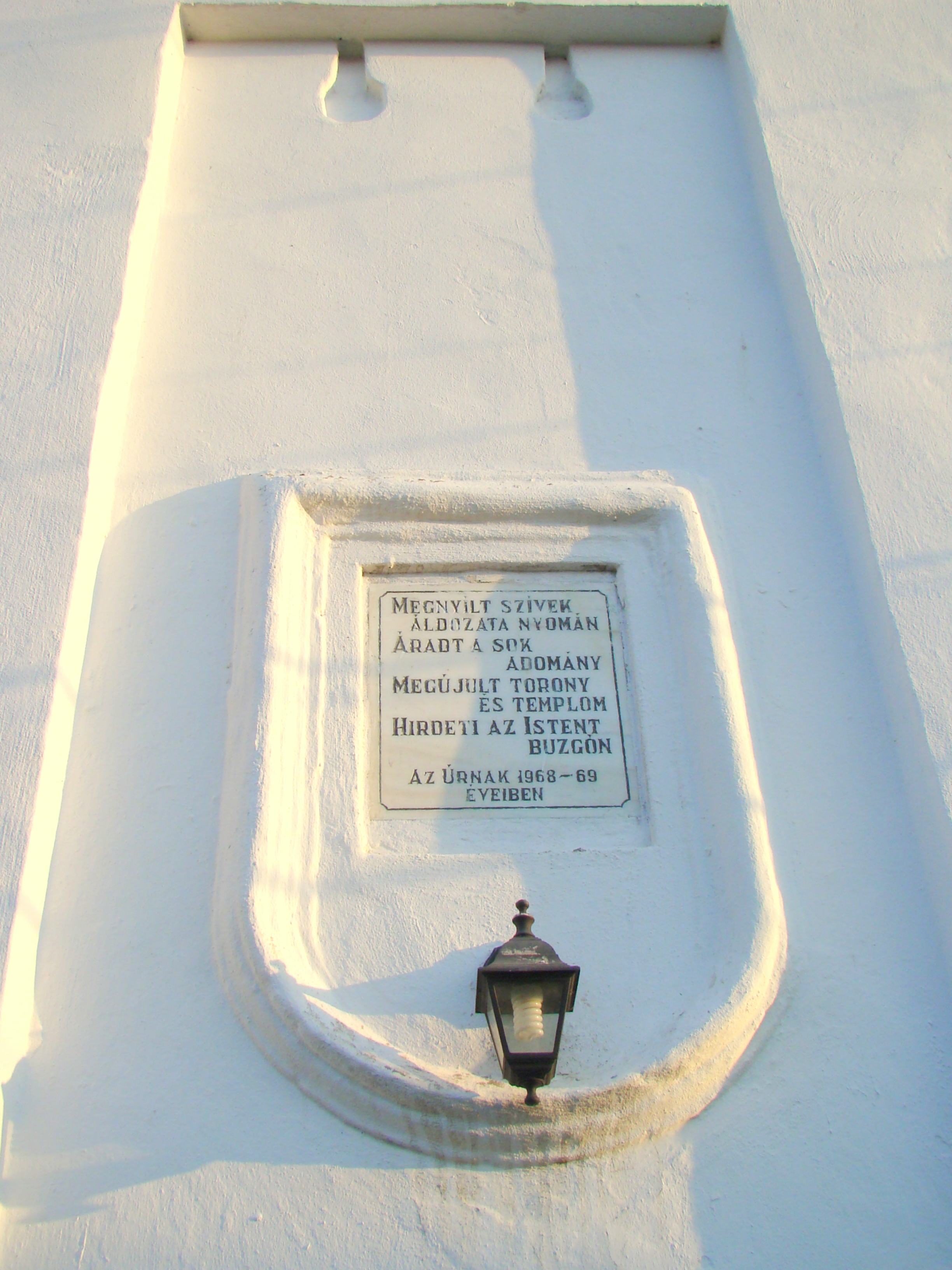
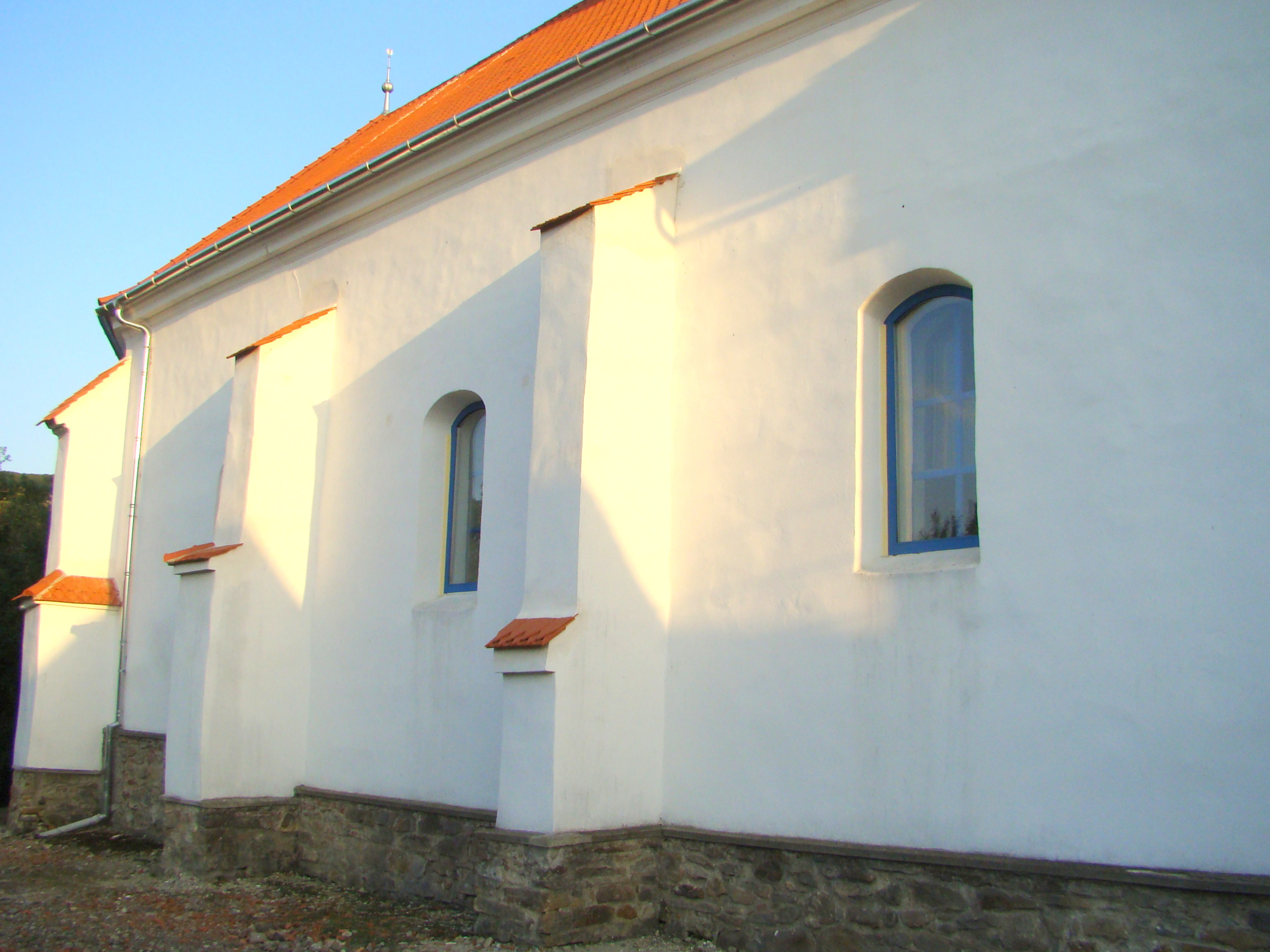
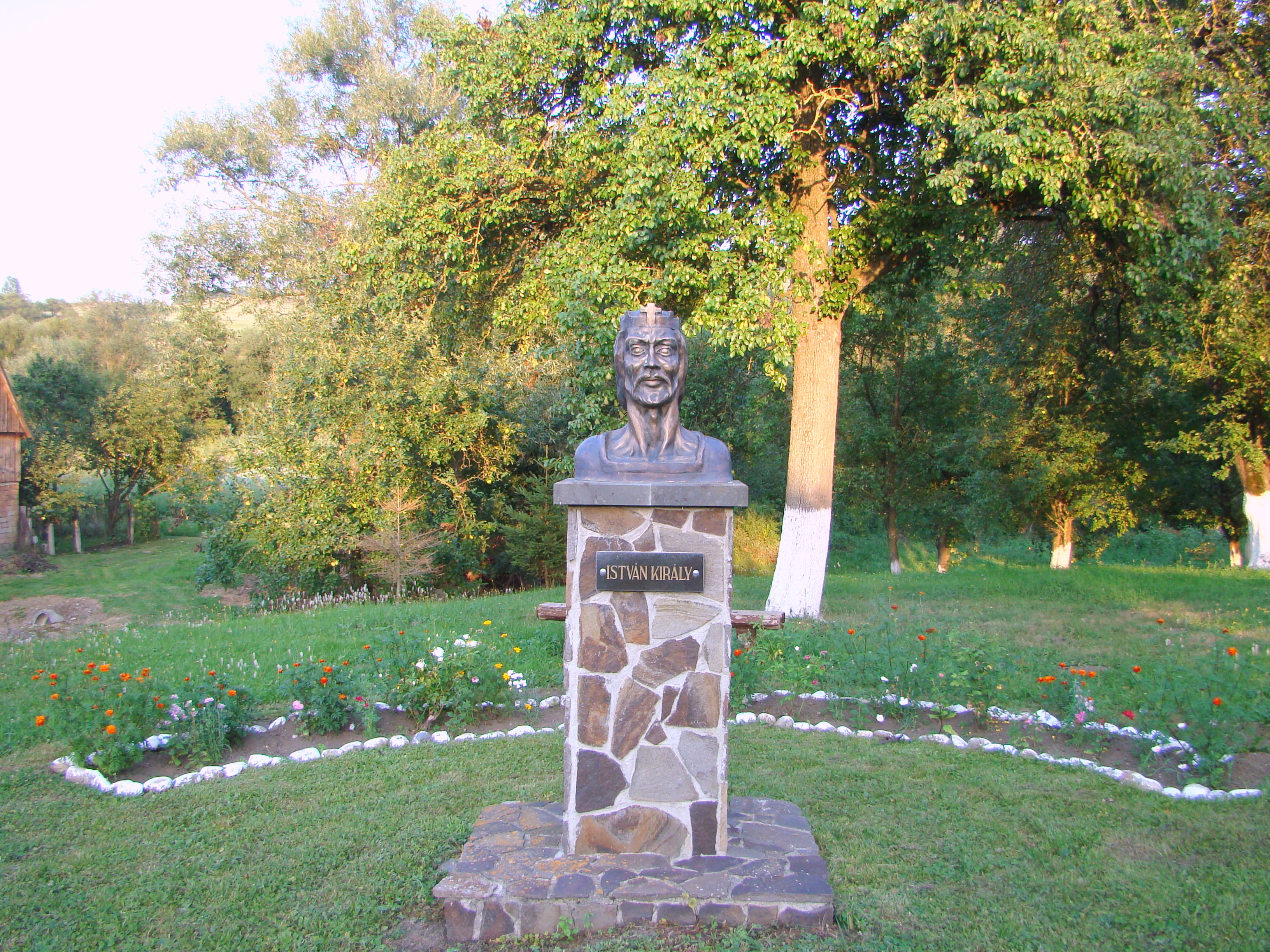
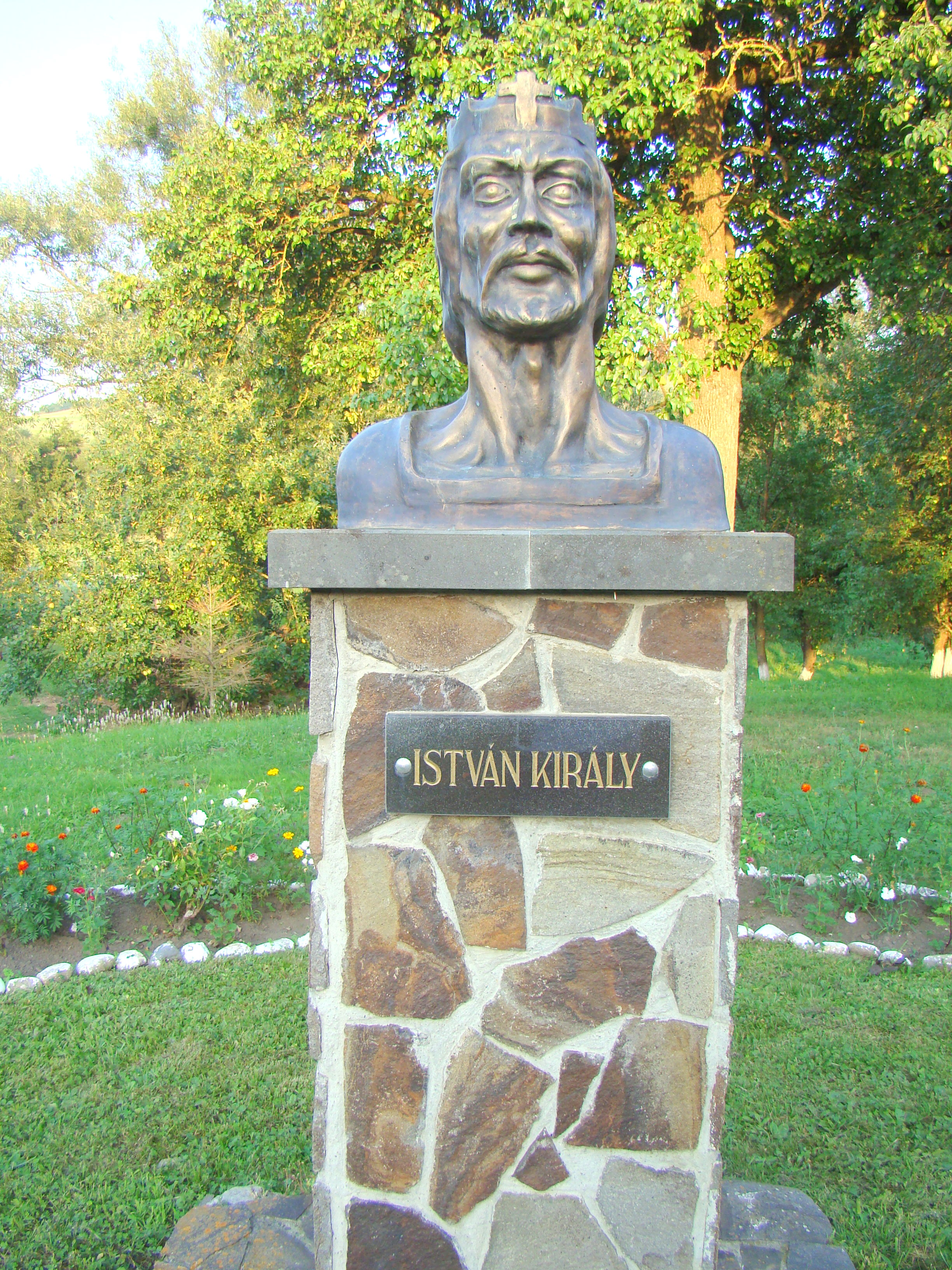
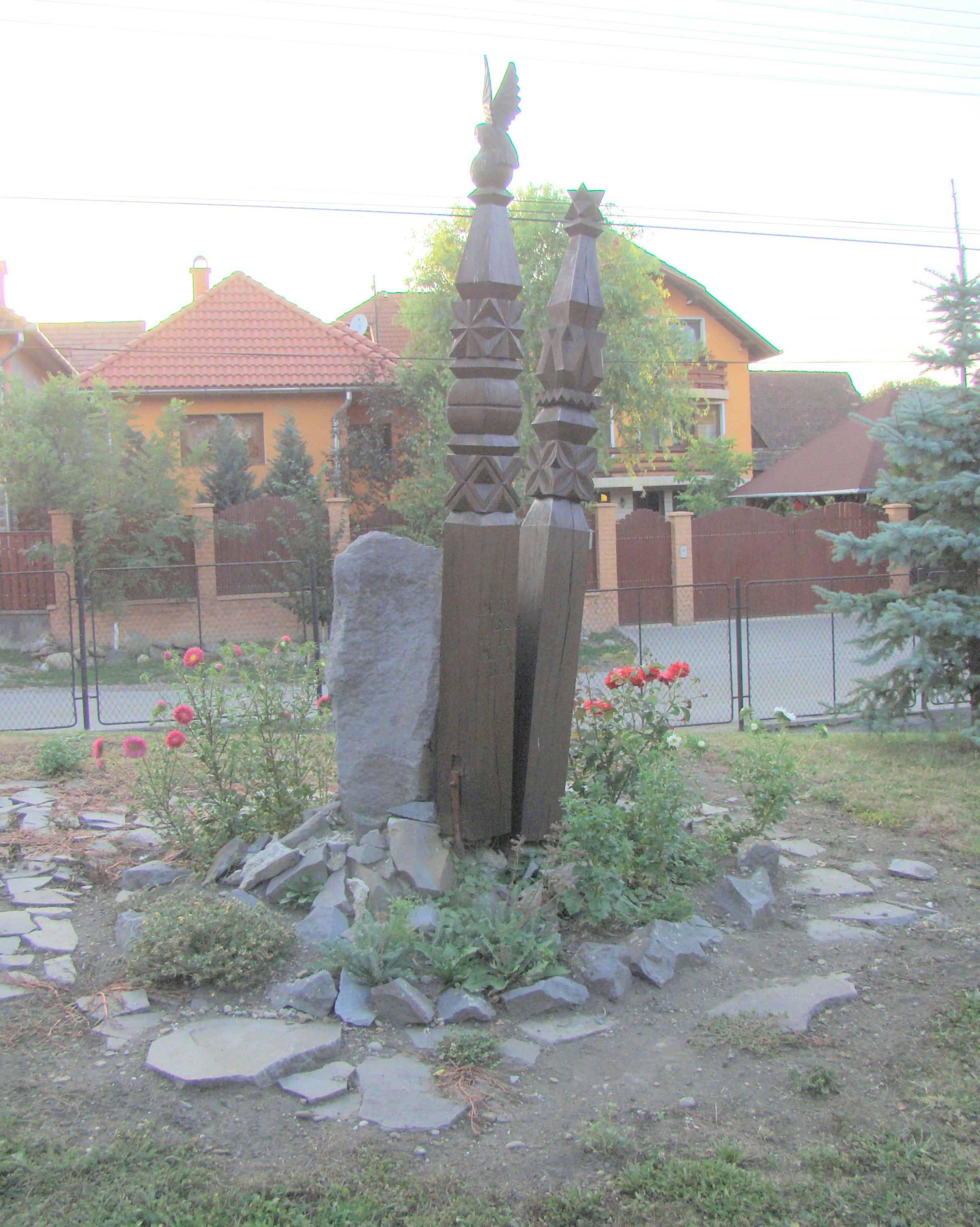
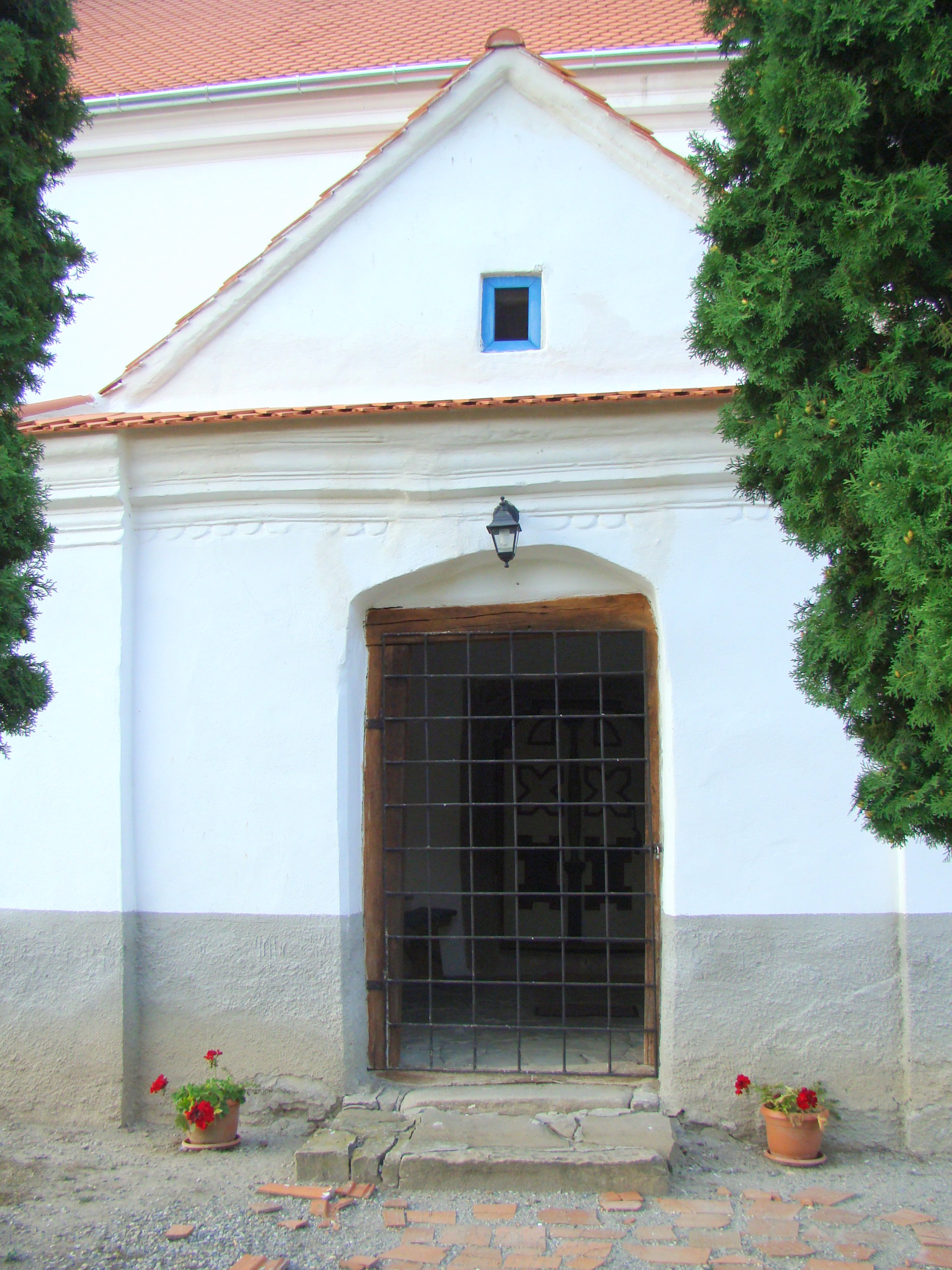
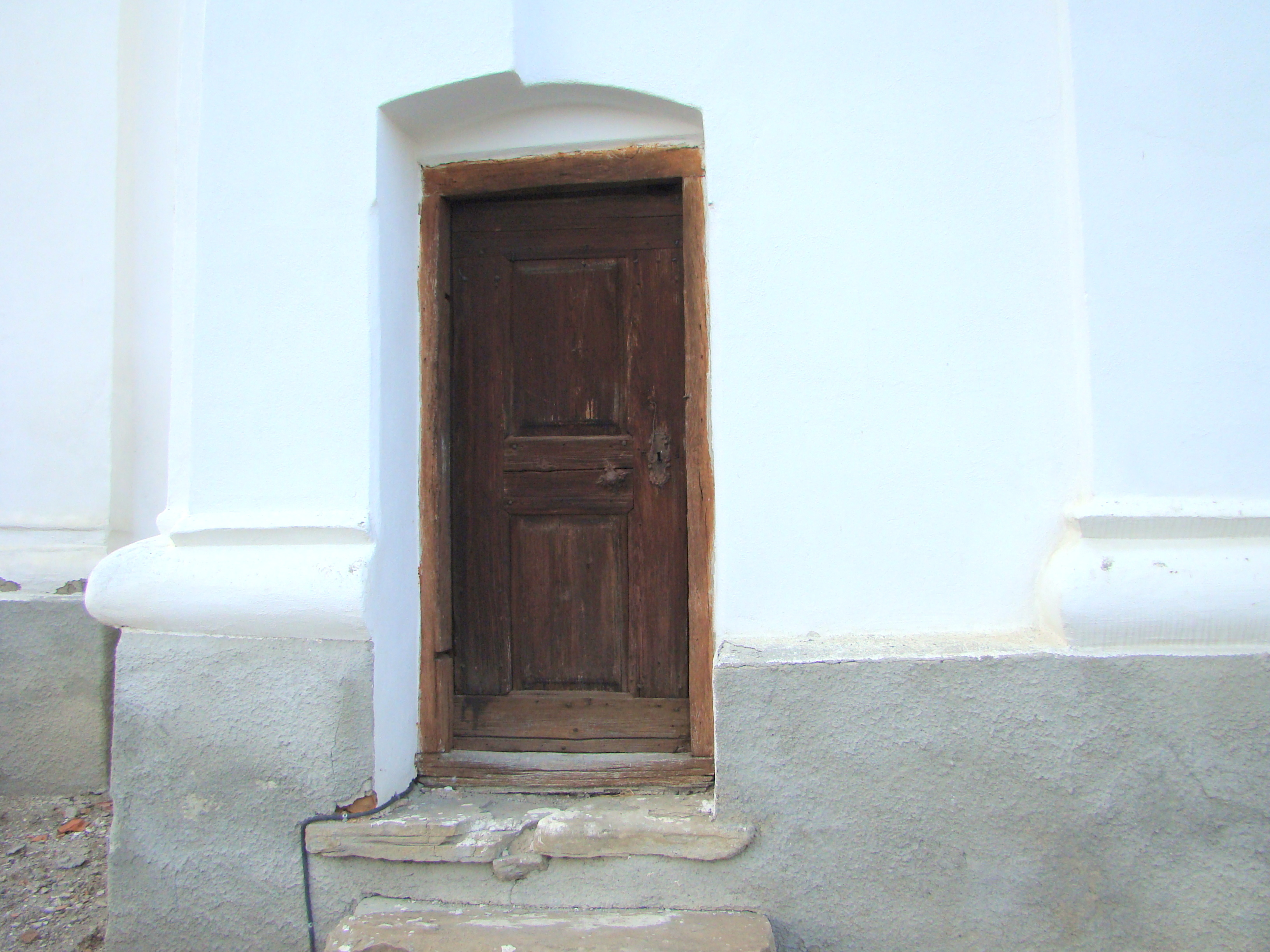
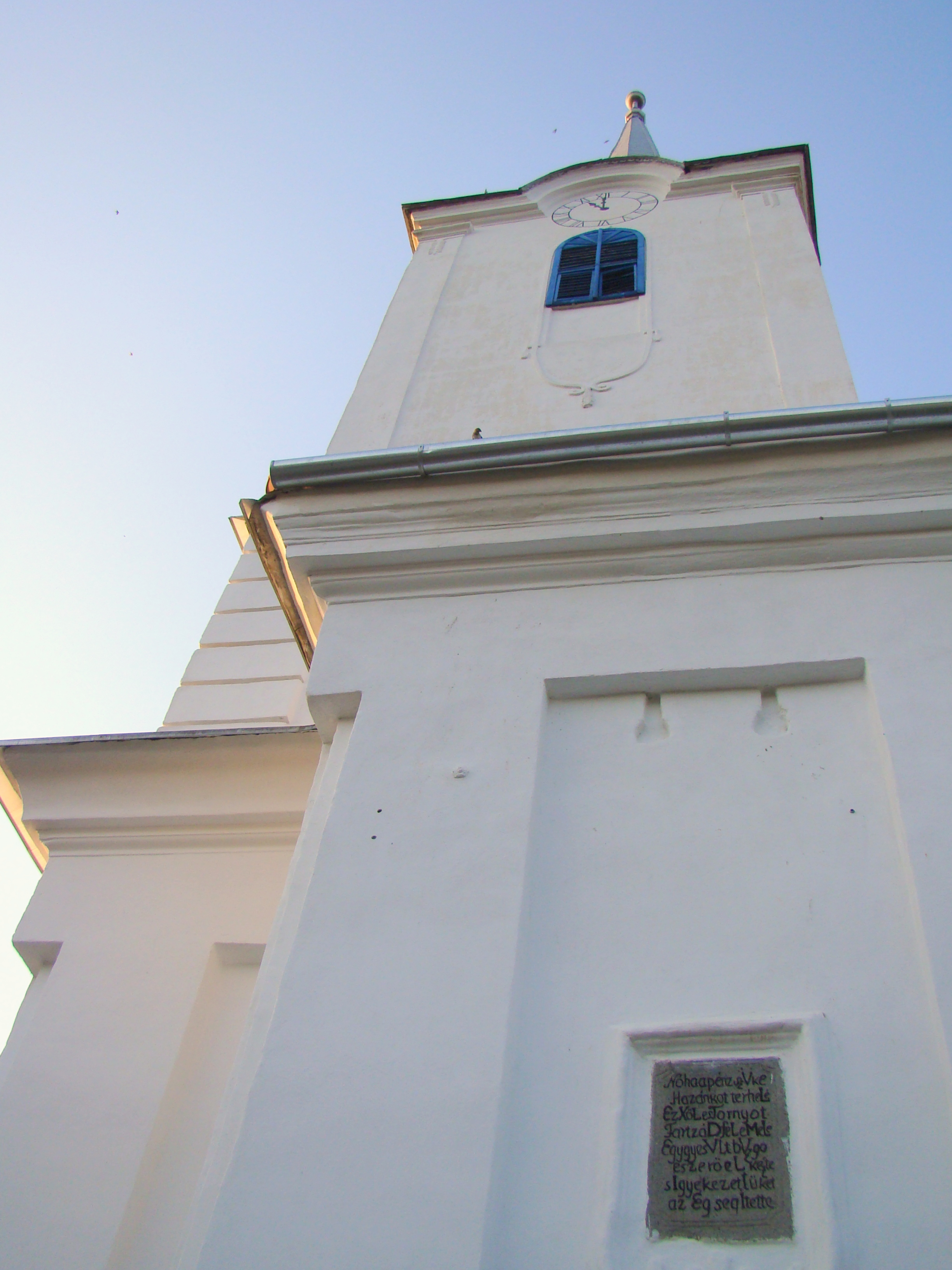
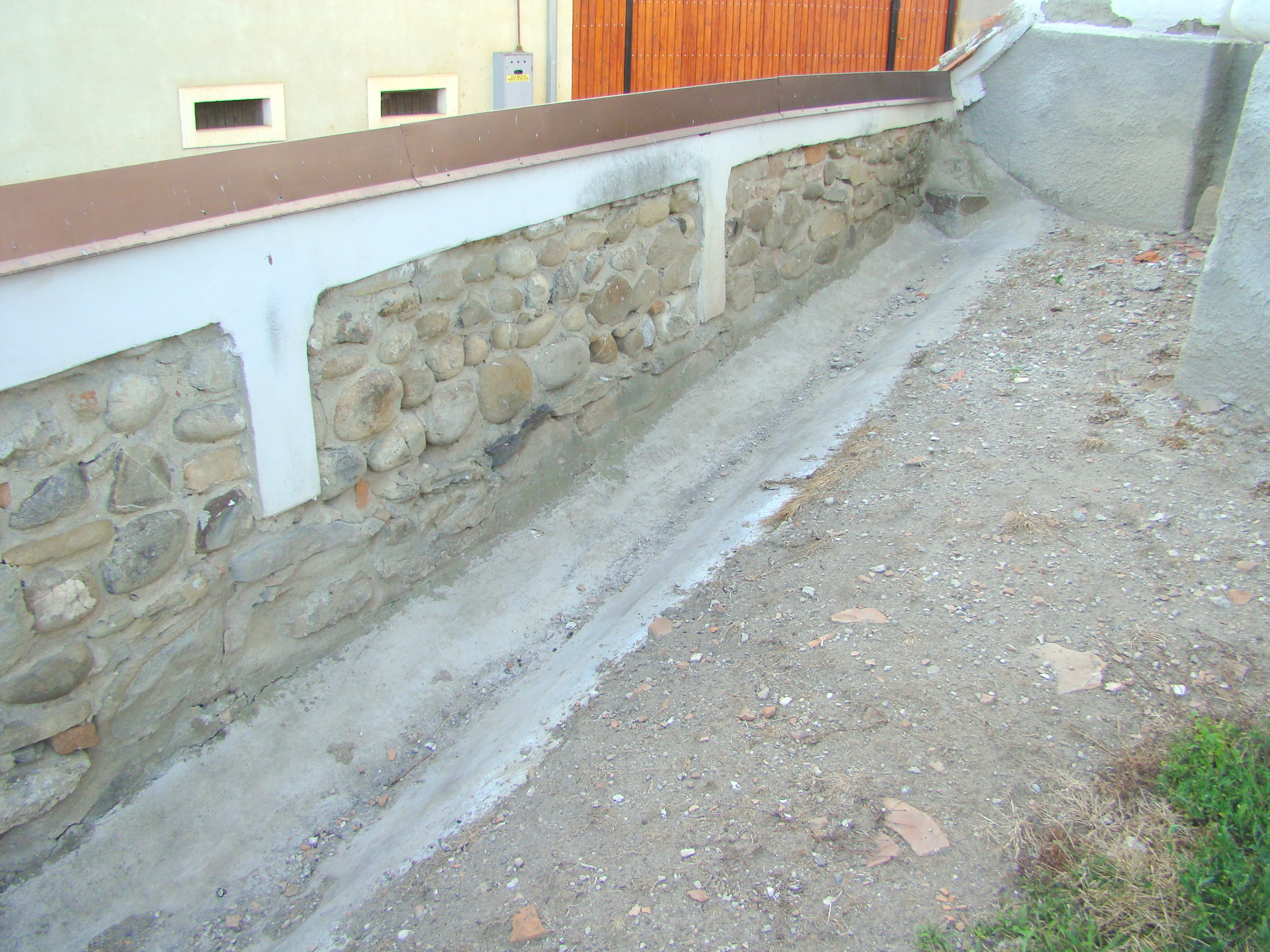
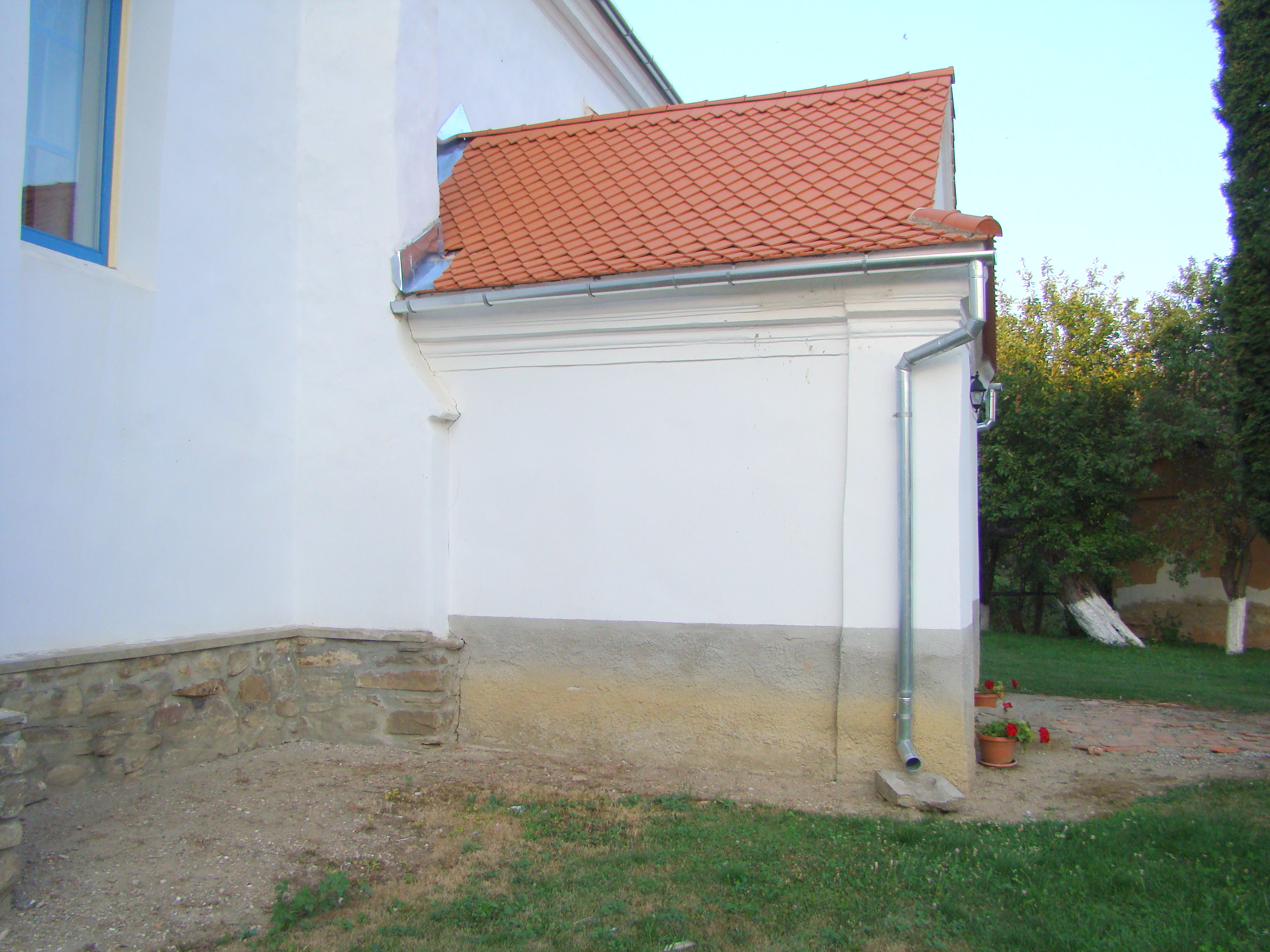
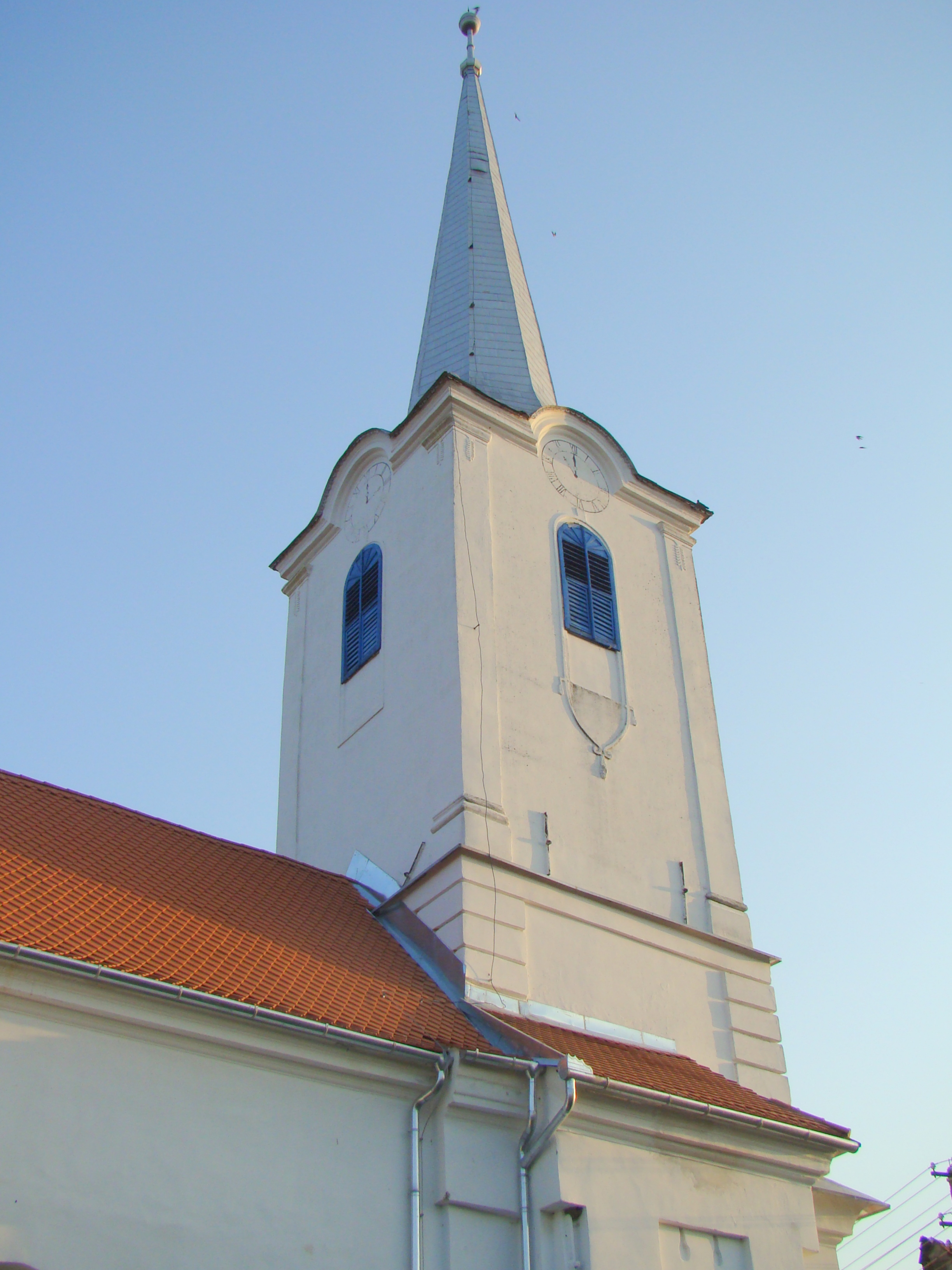
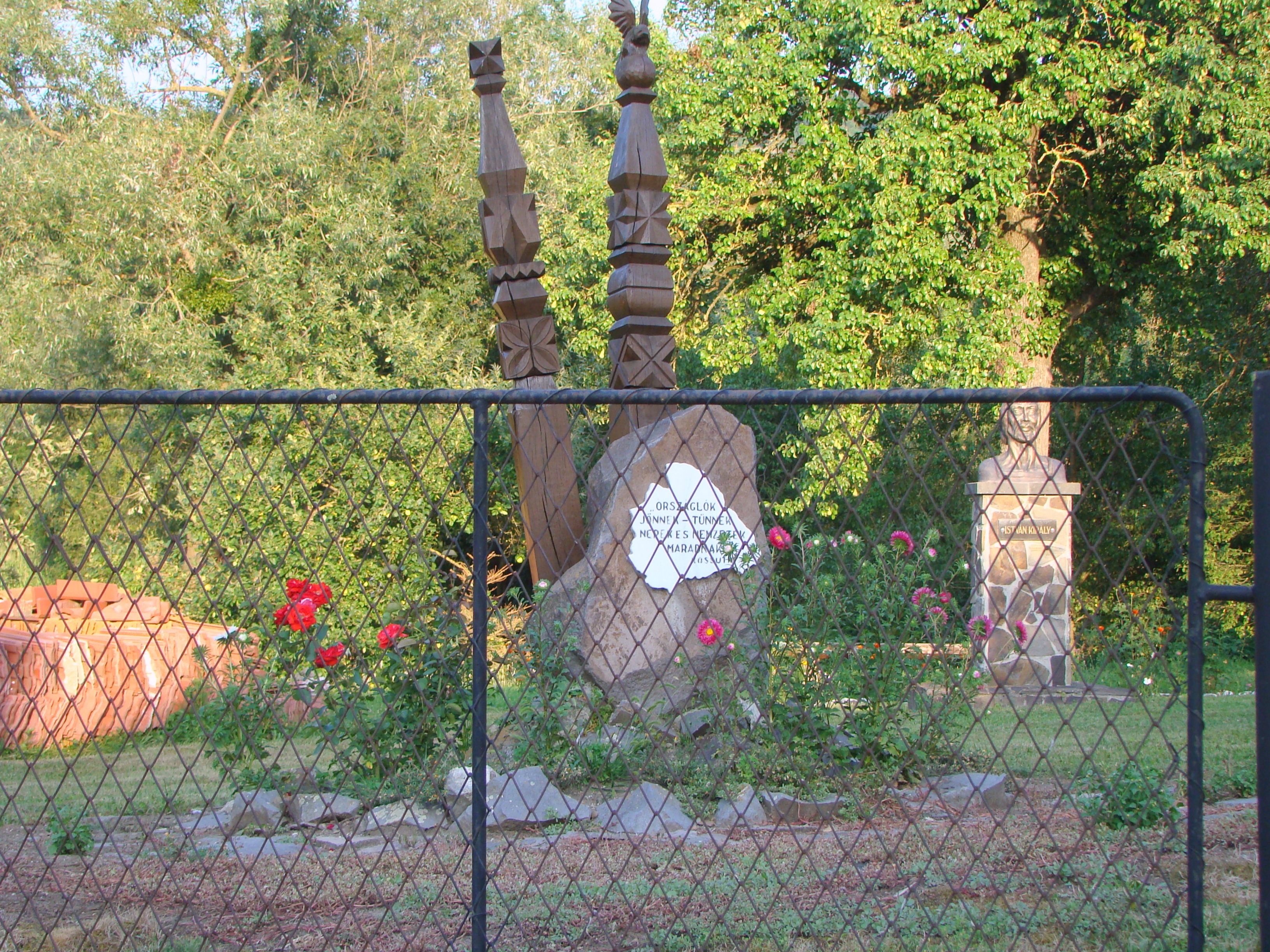
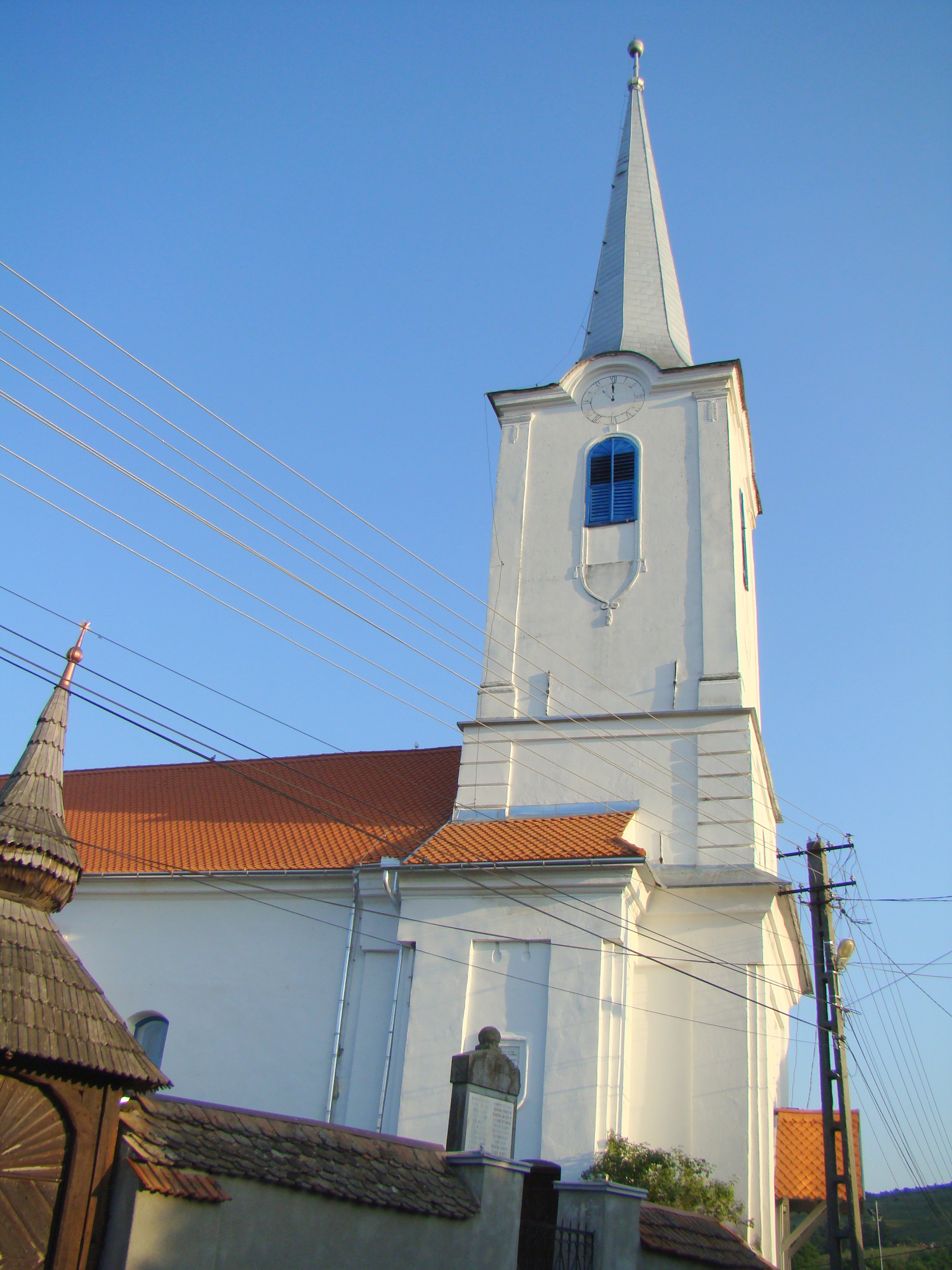
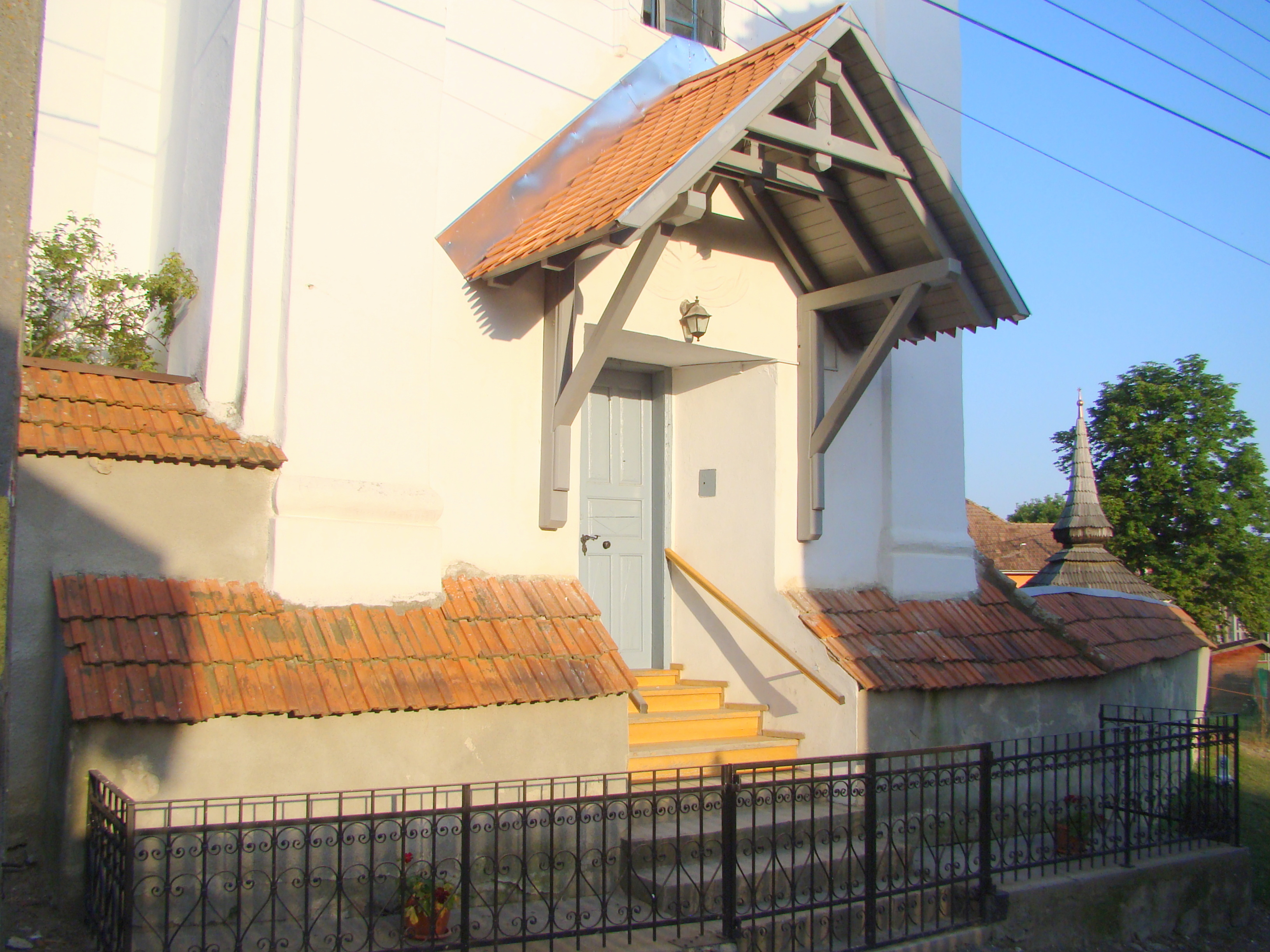
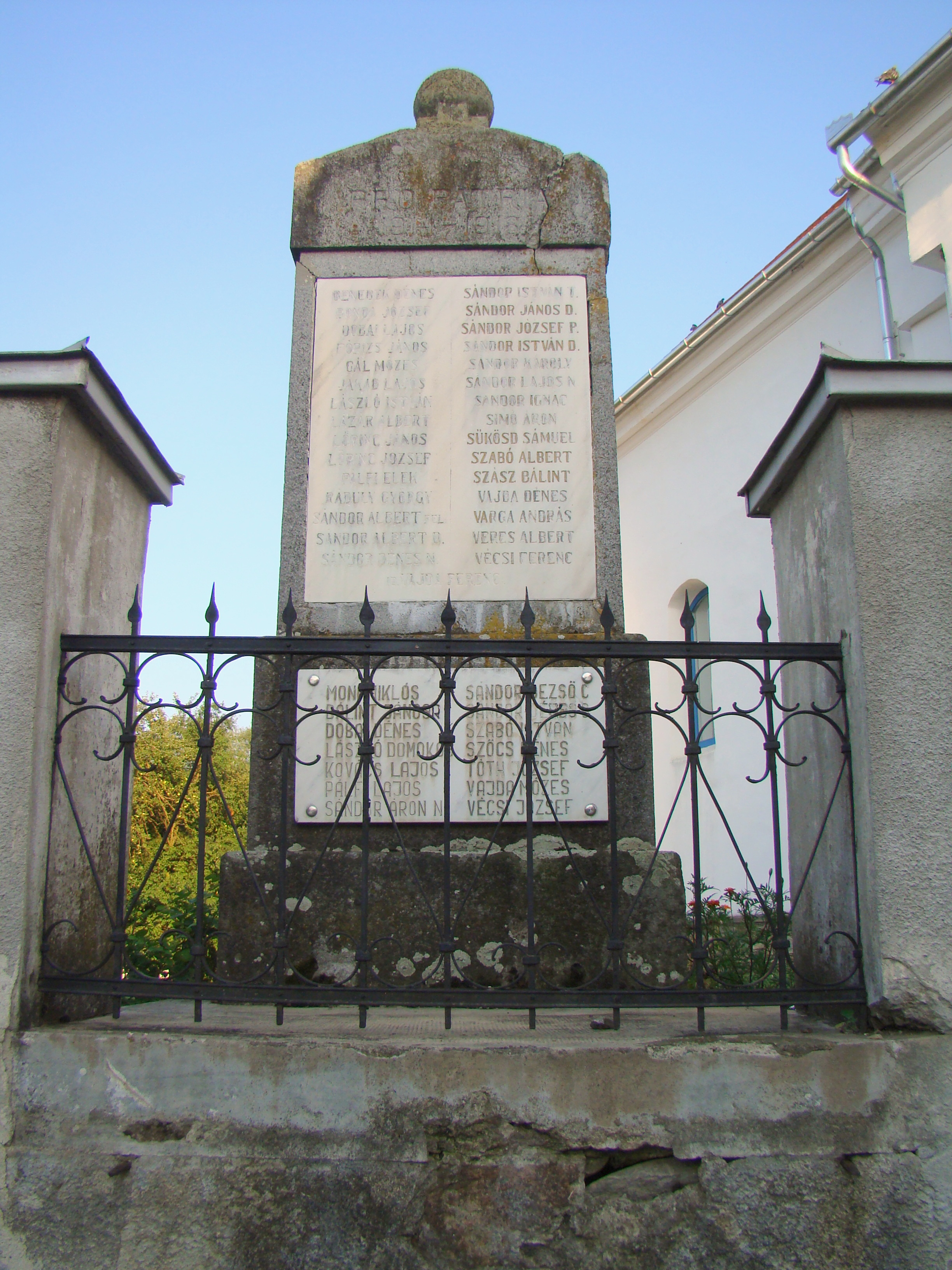
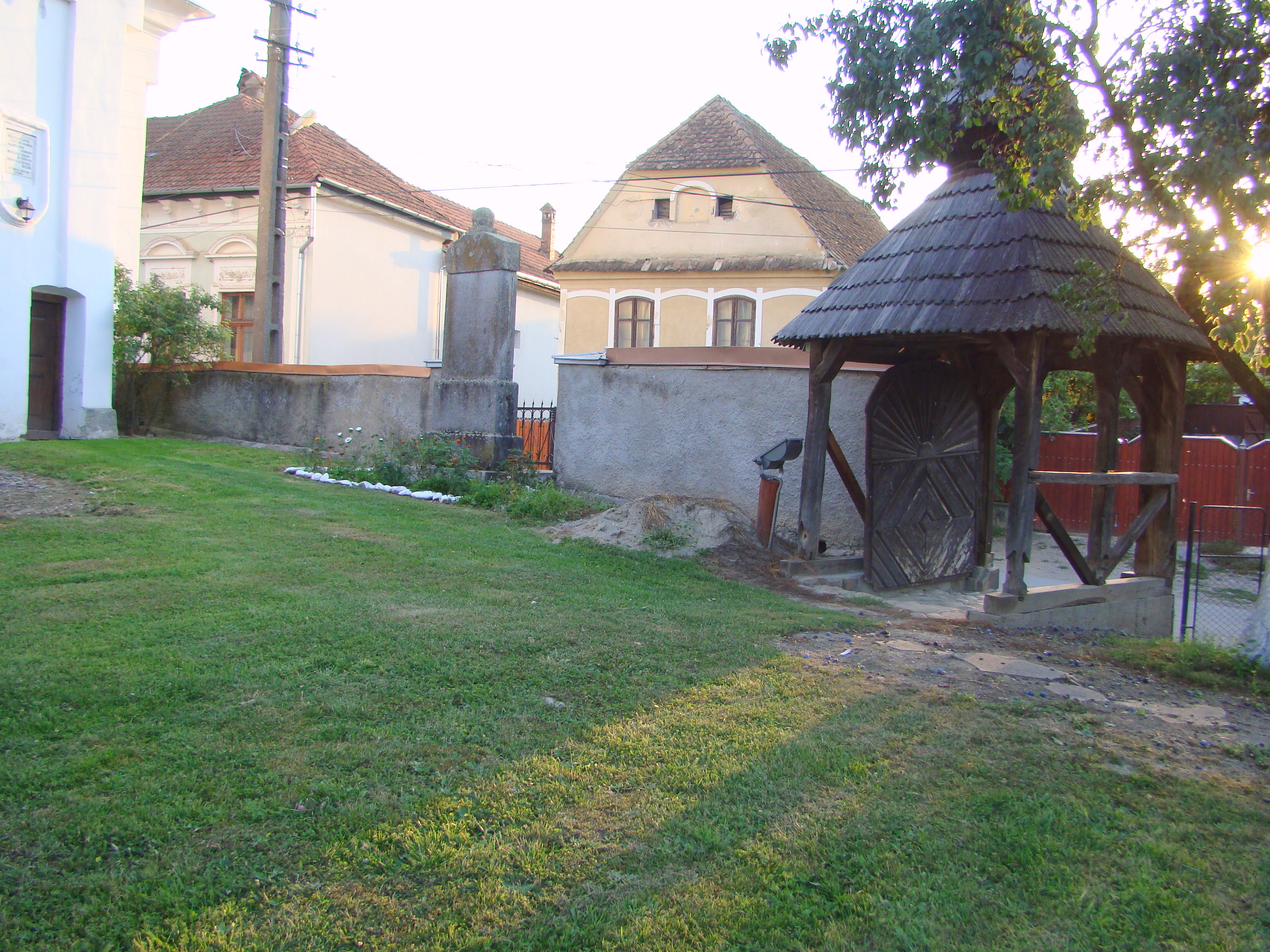
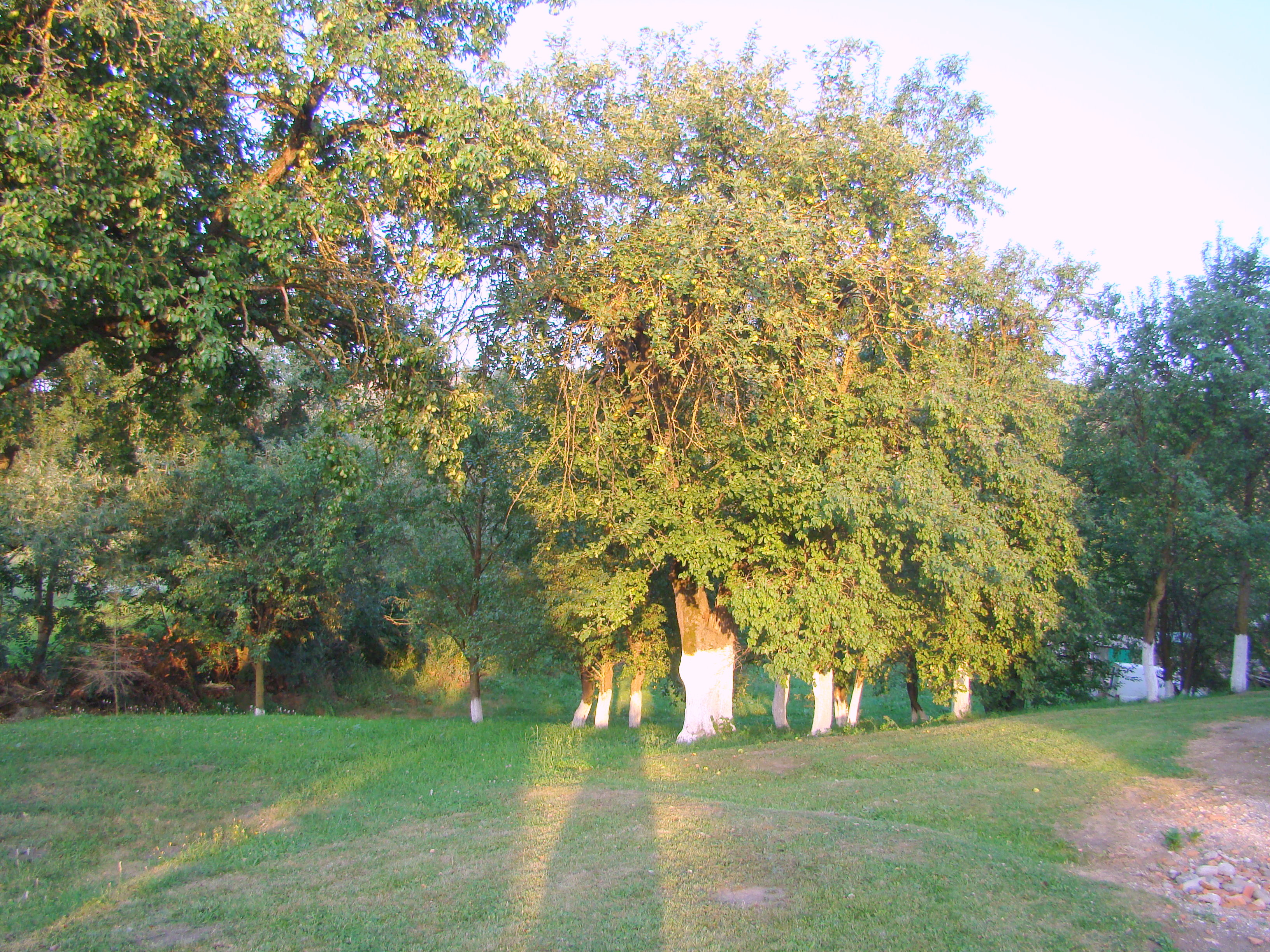

## Imagini din interior

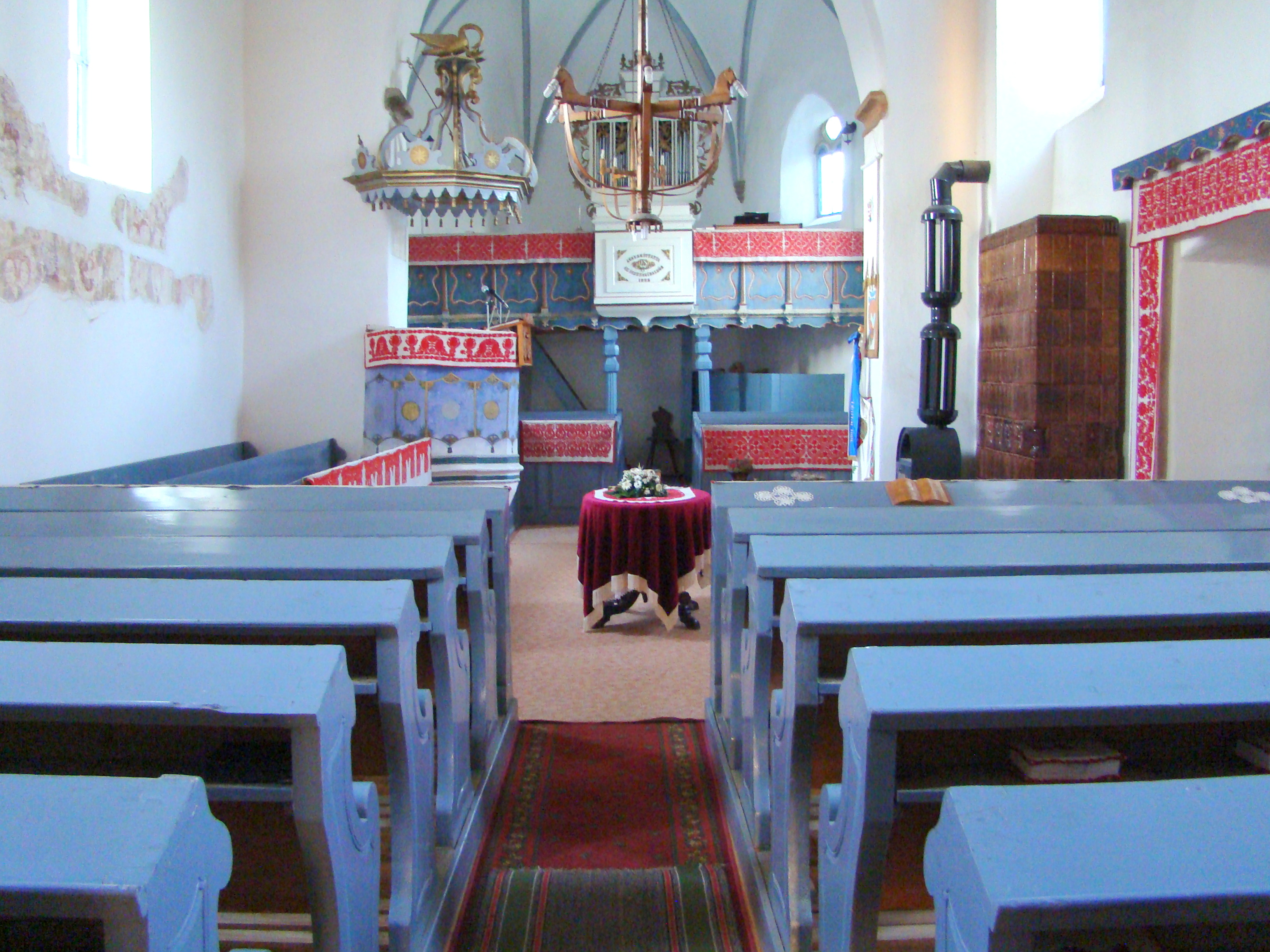
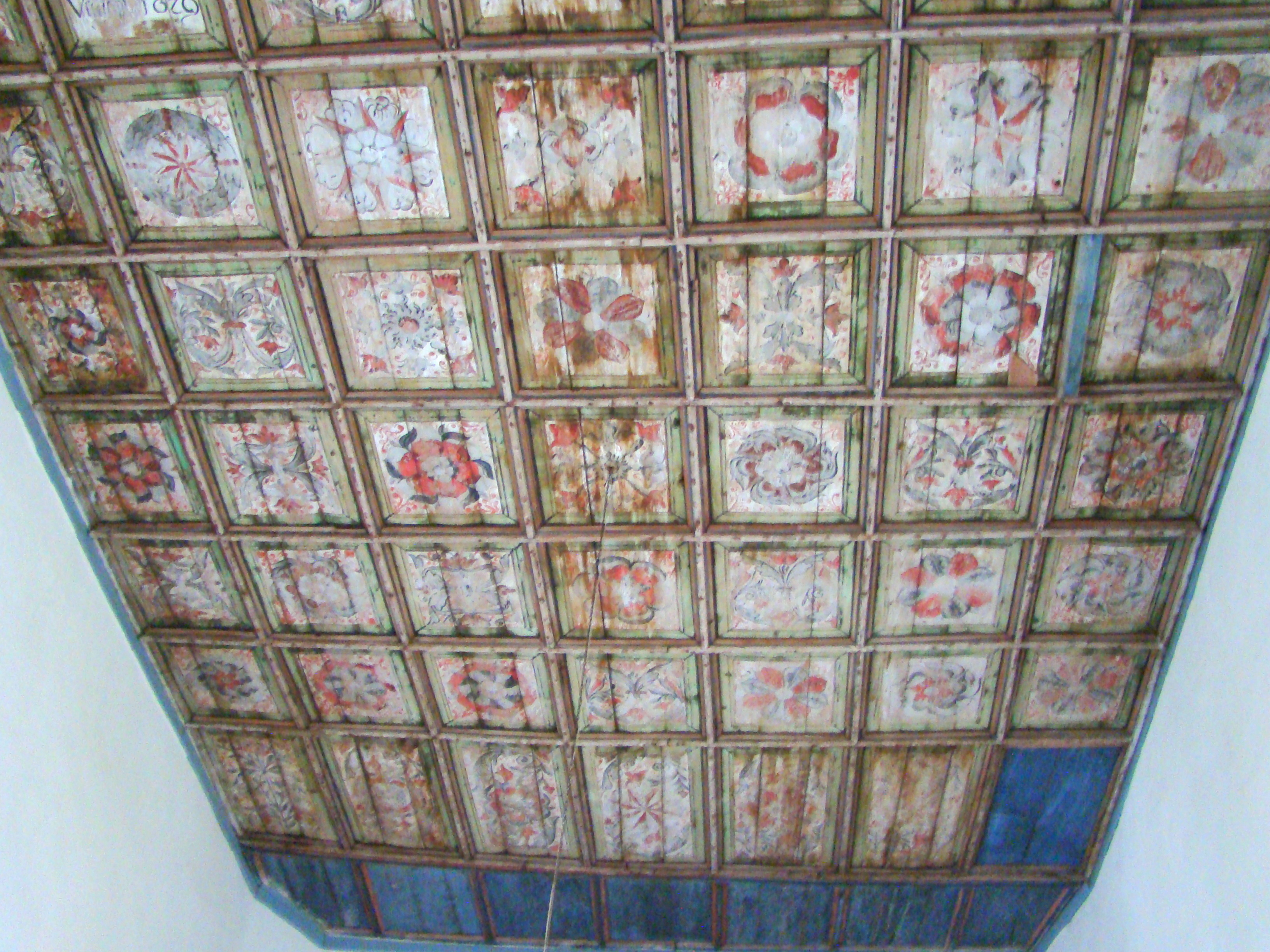
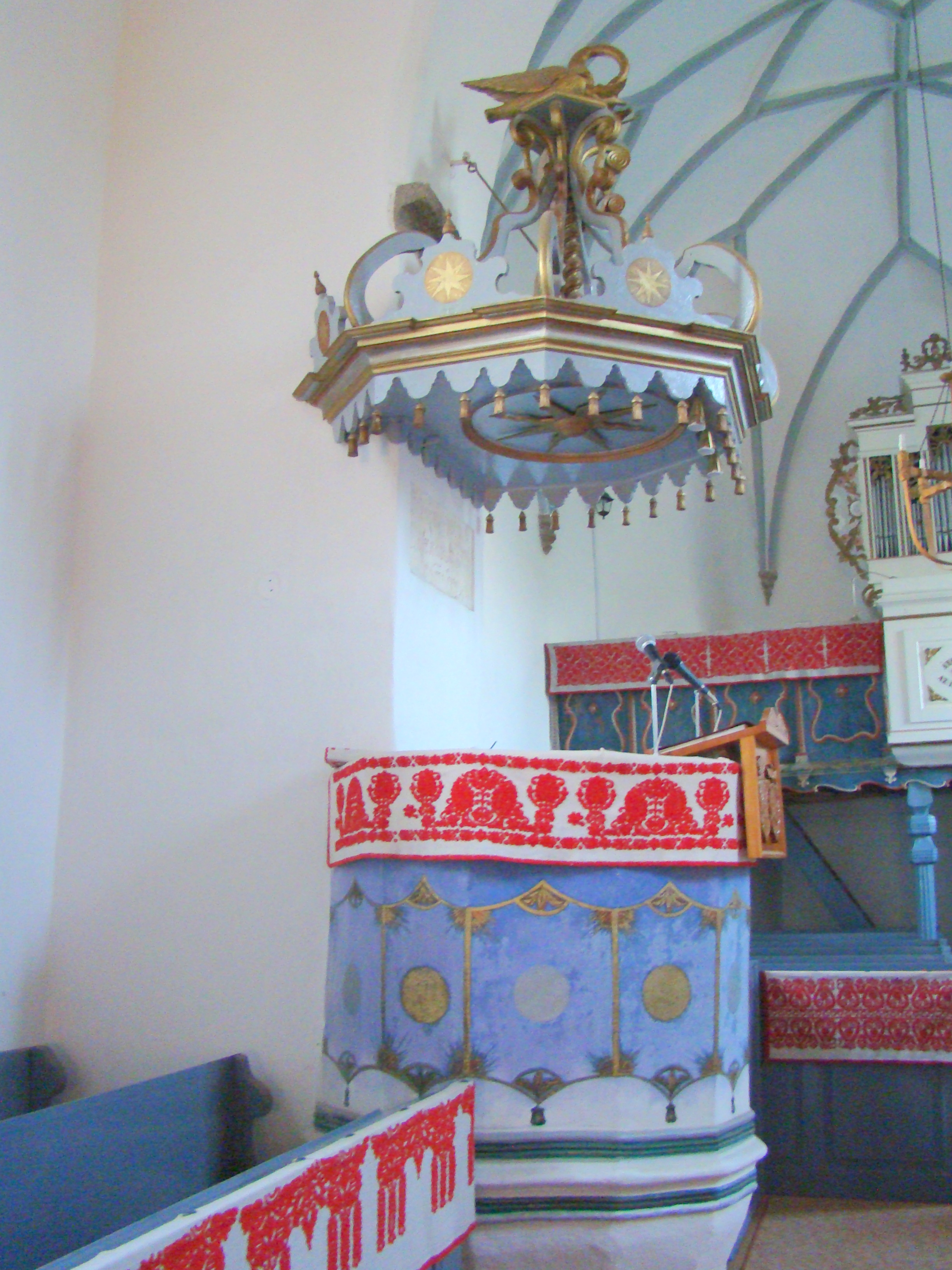
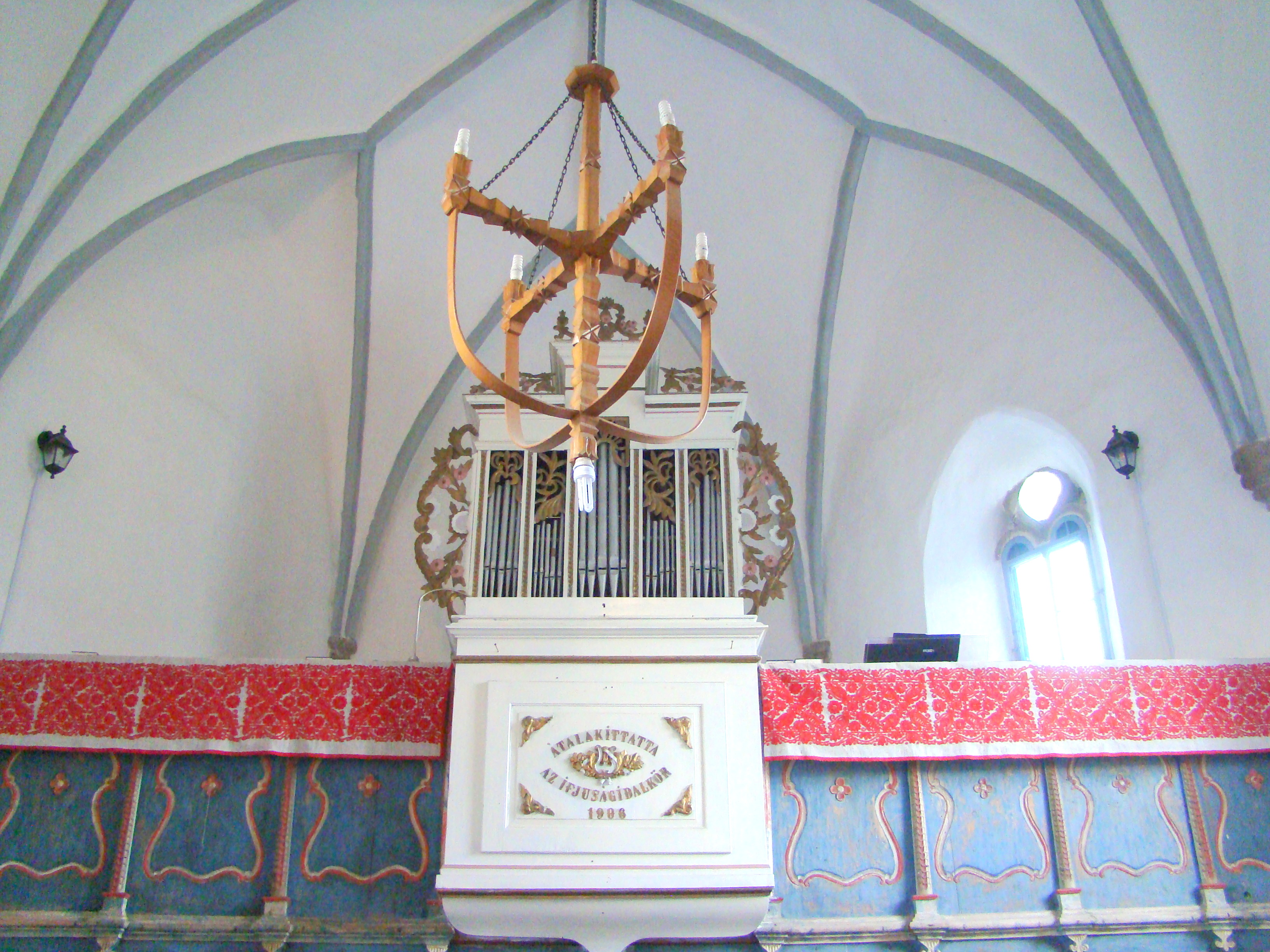
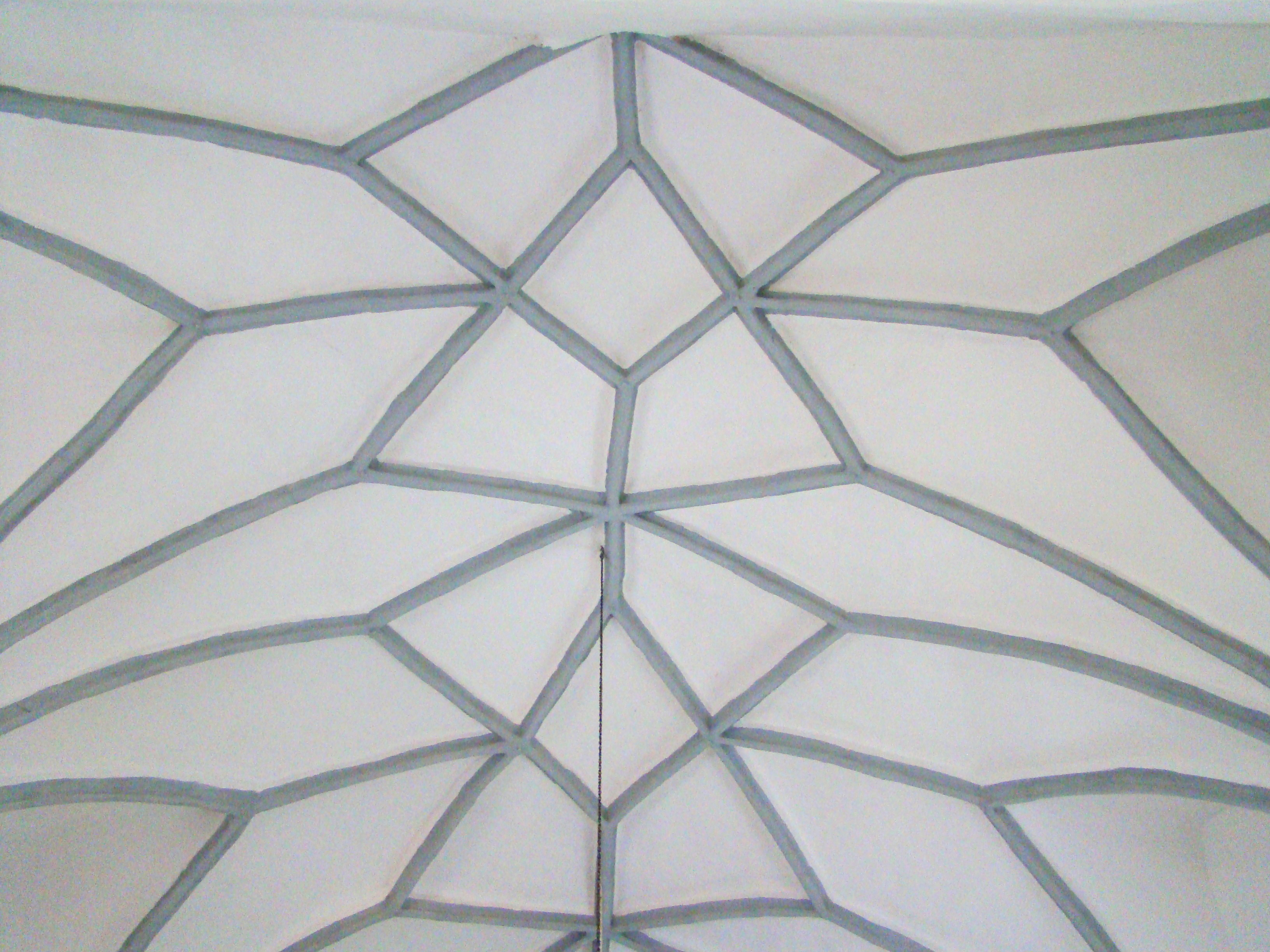
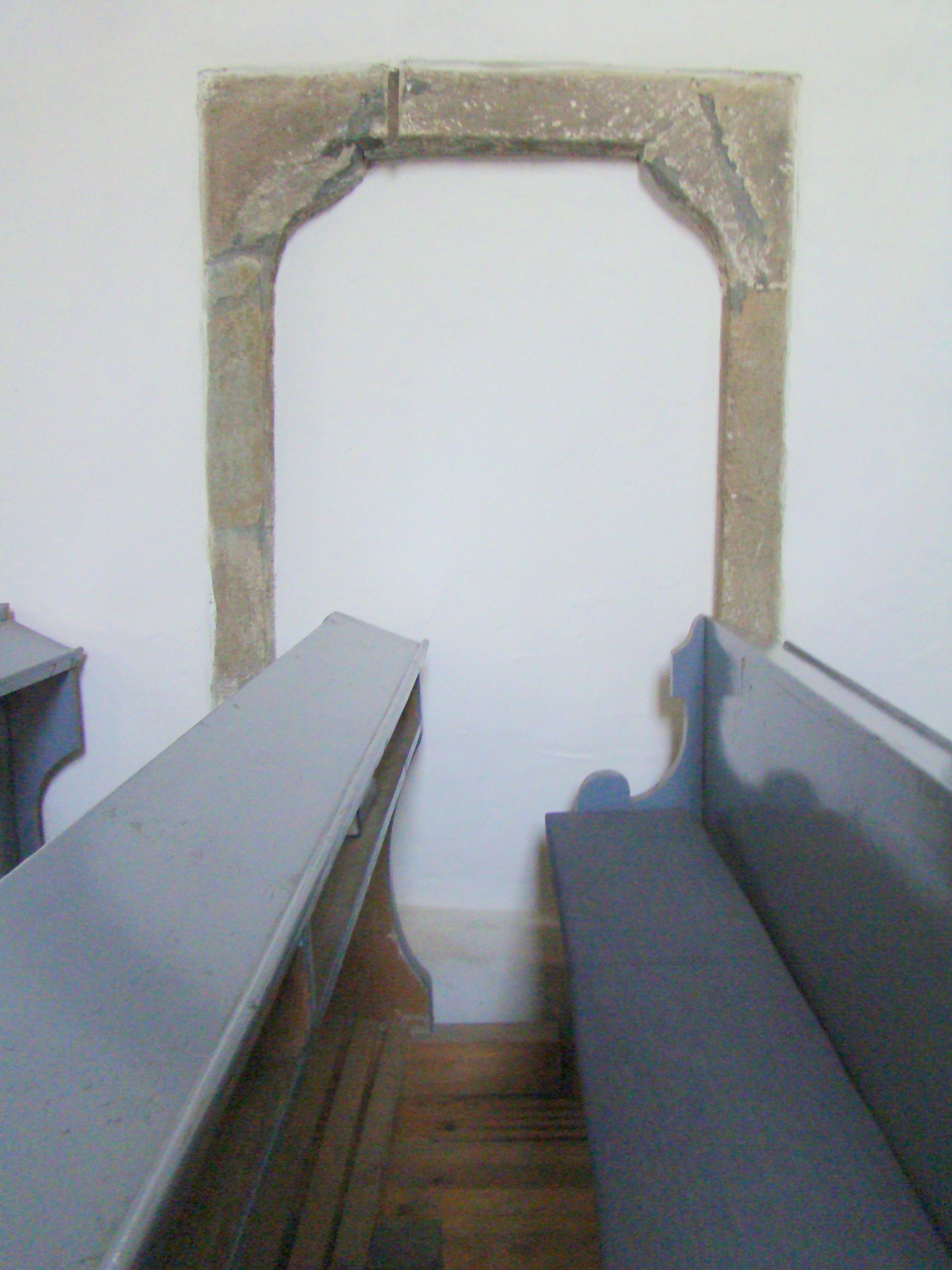
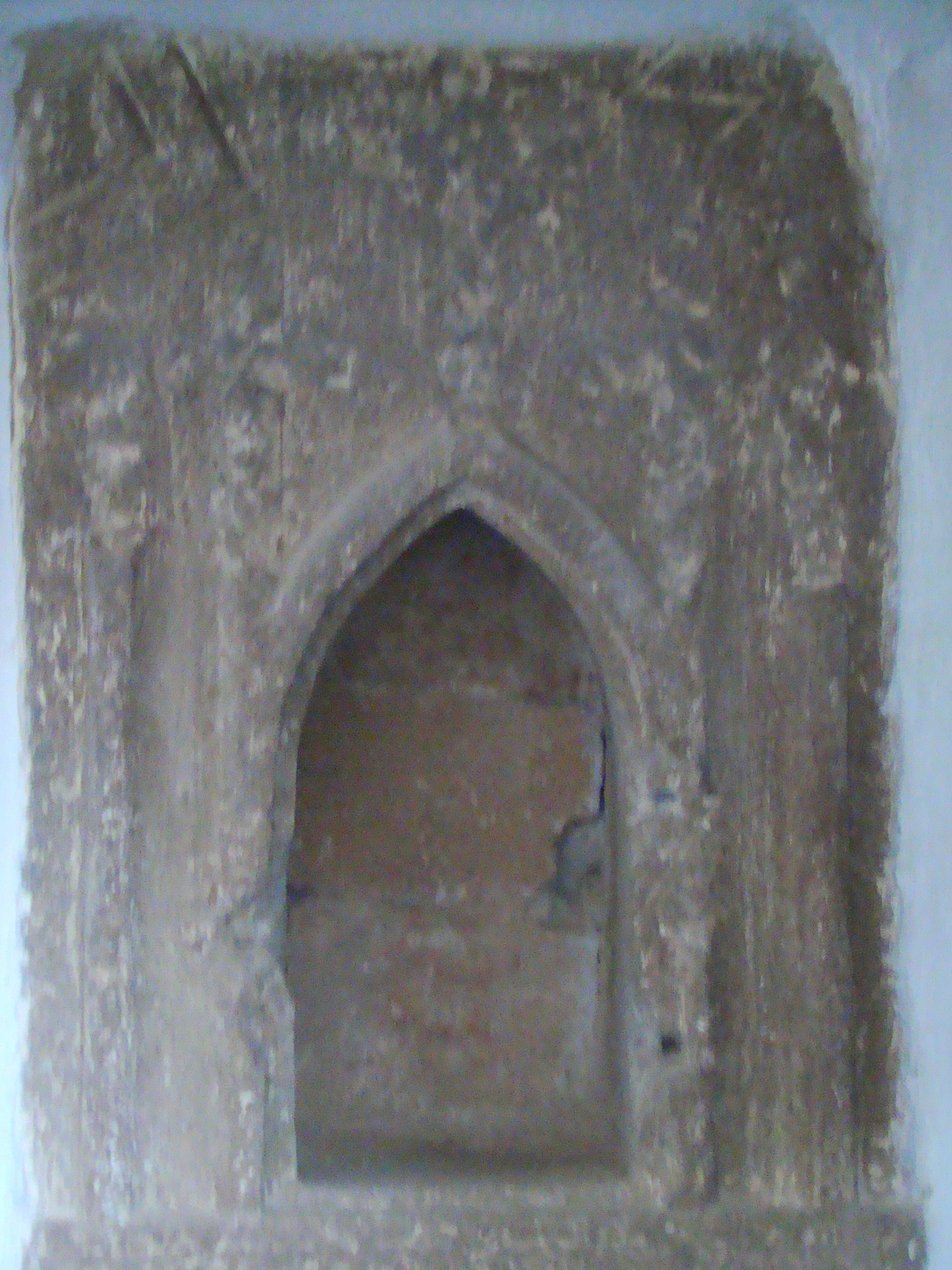
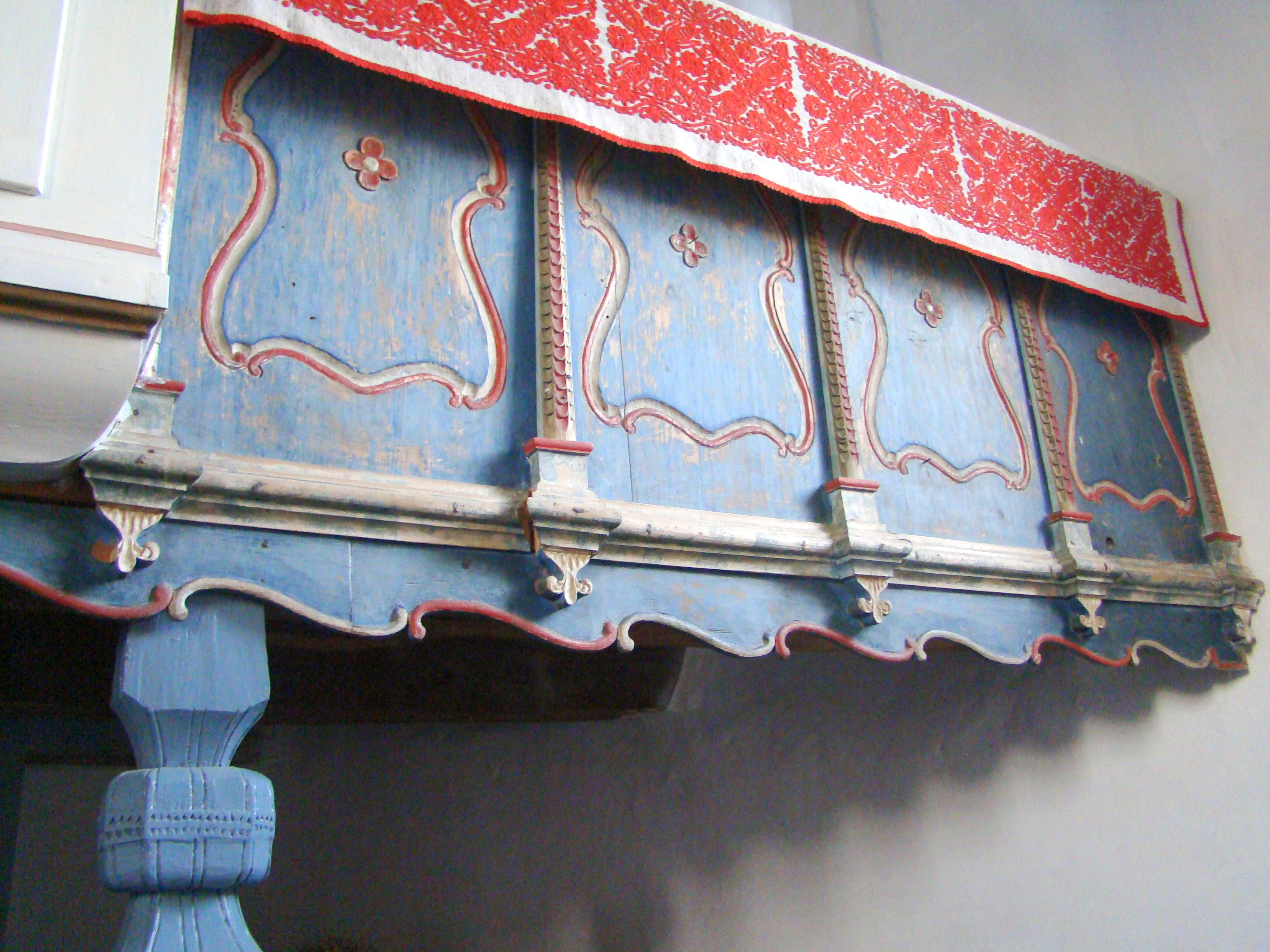
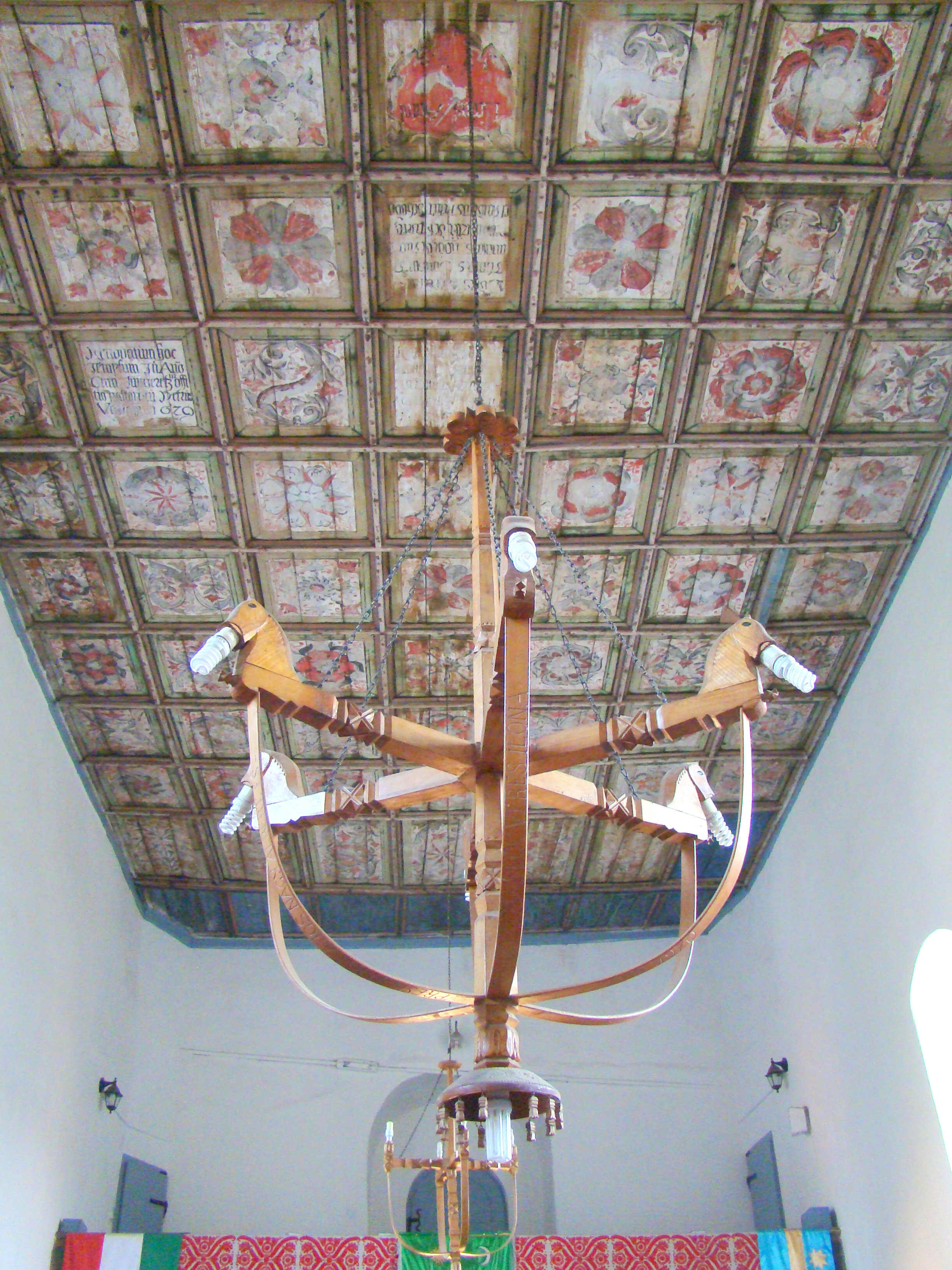
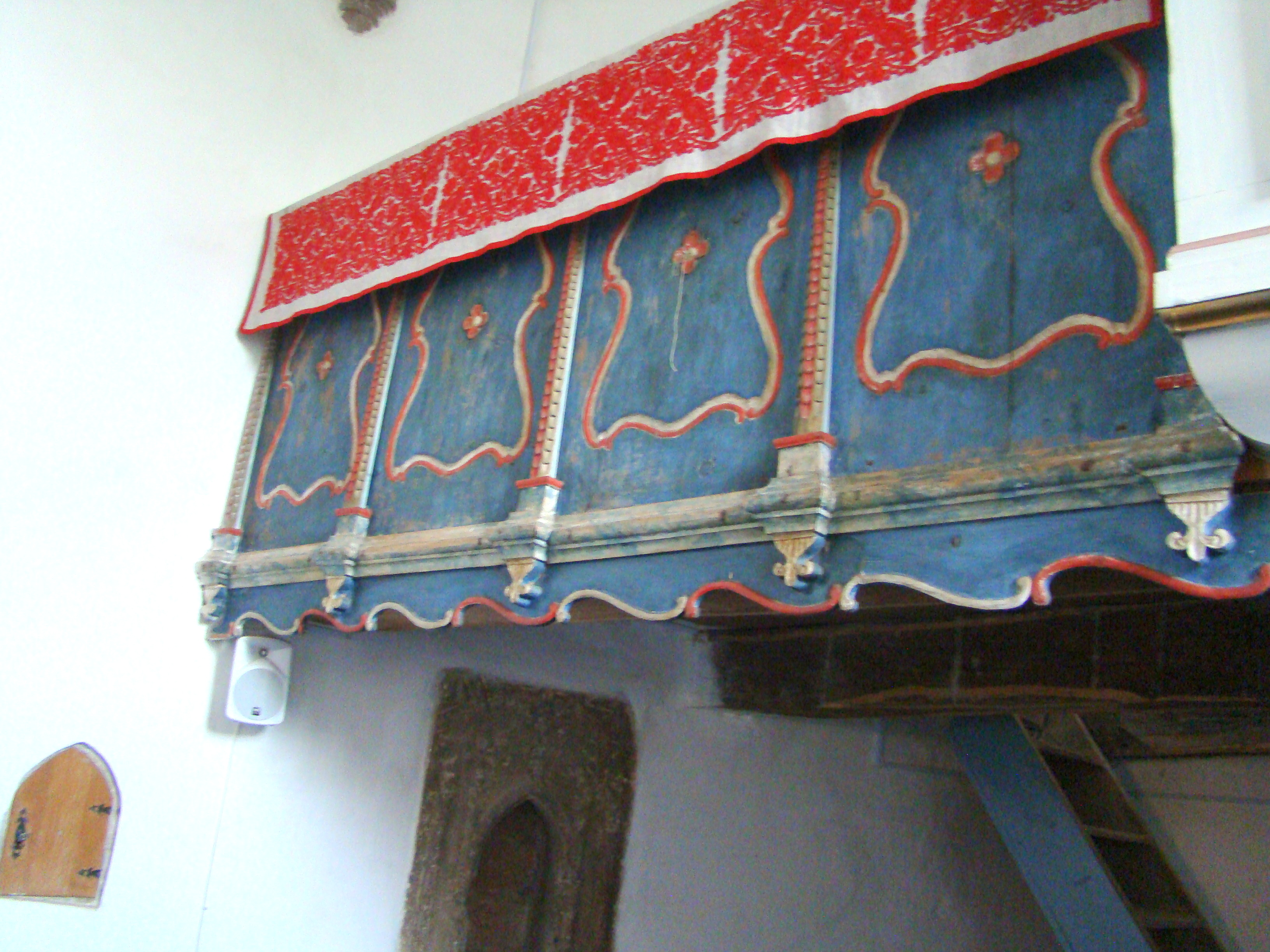
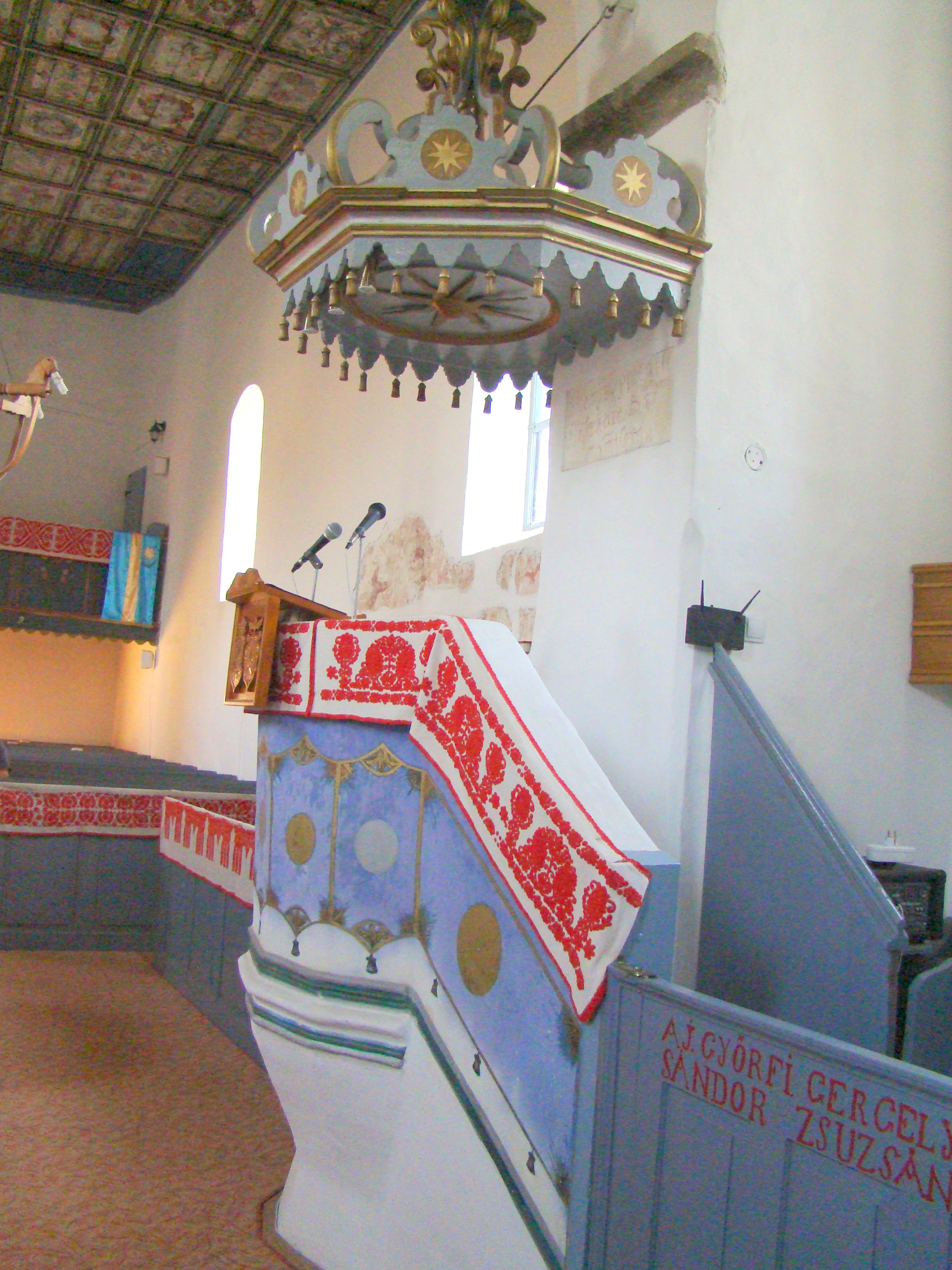
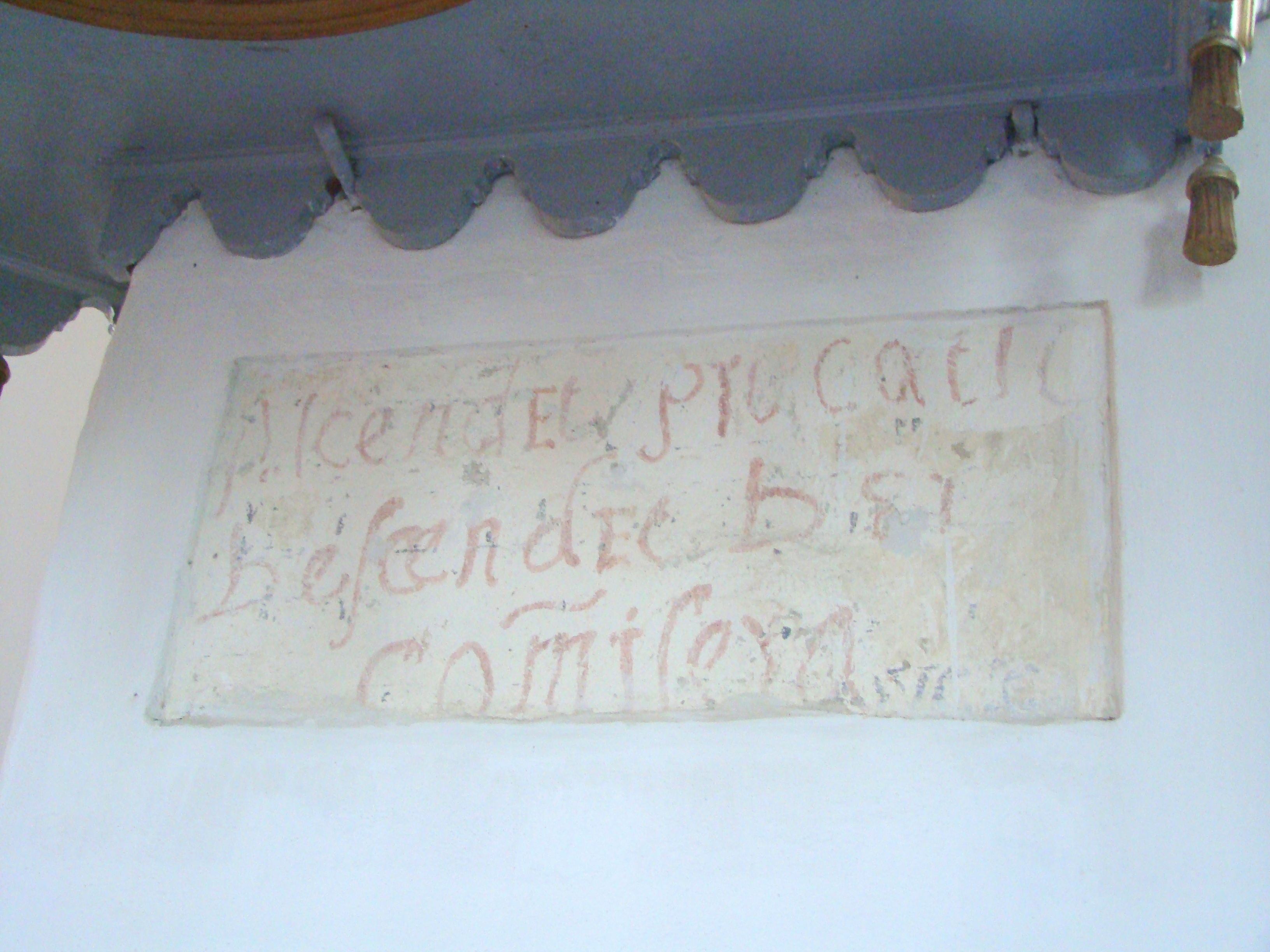
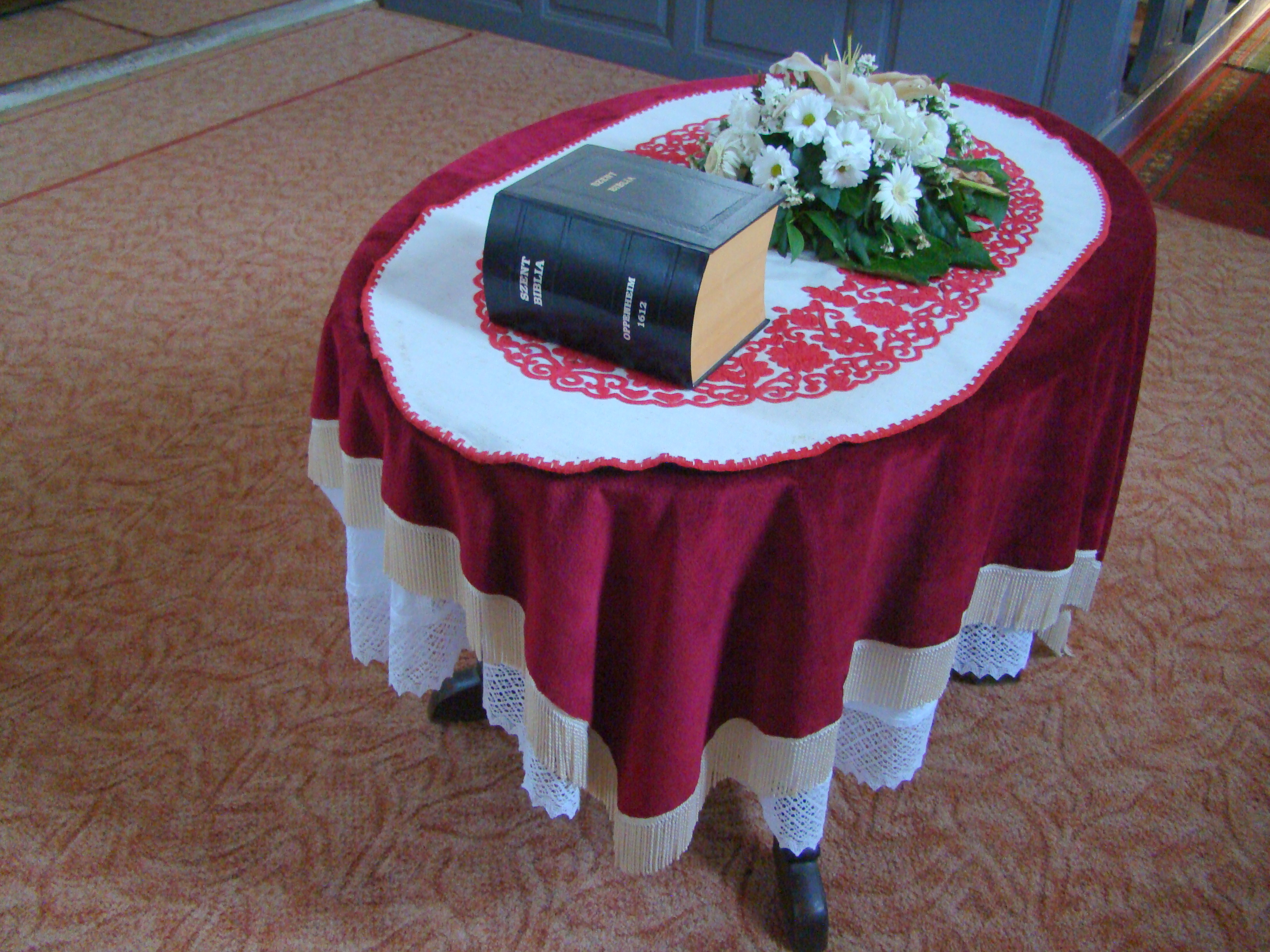
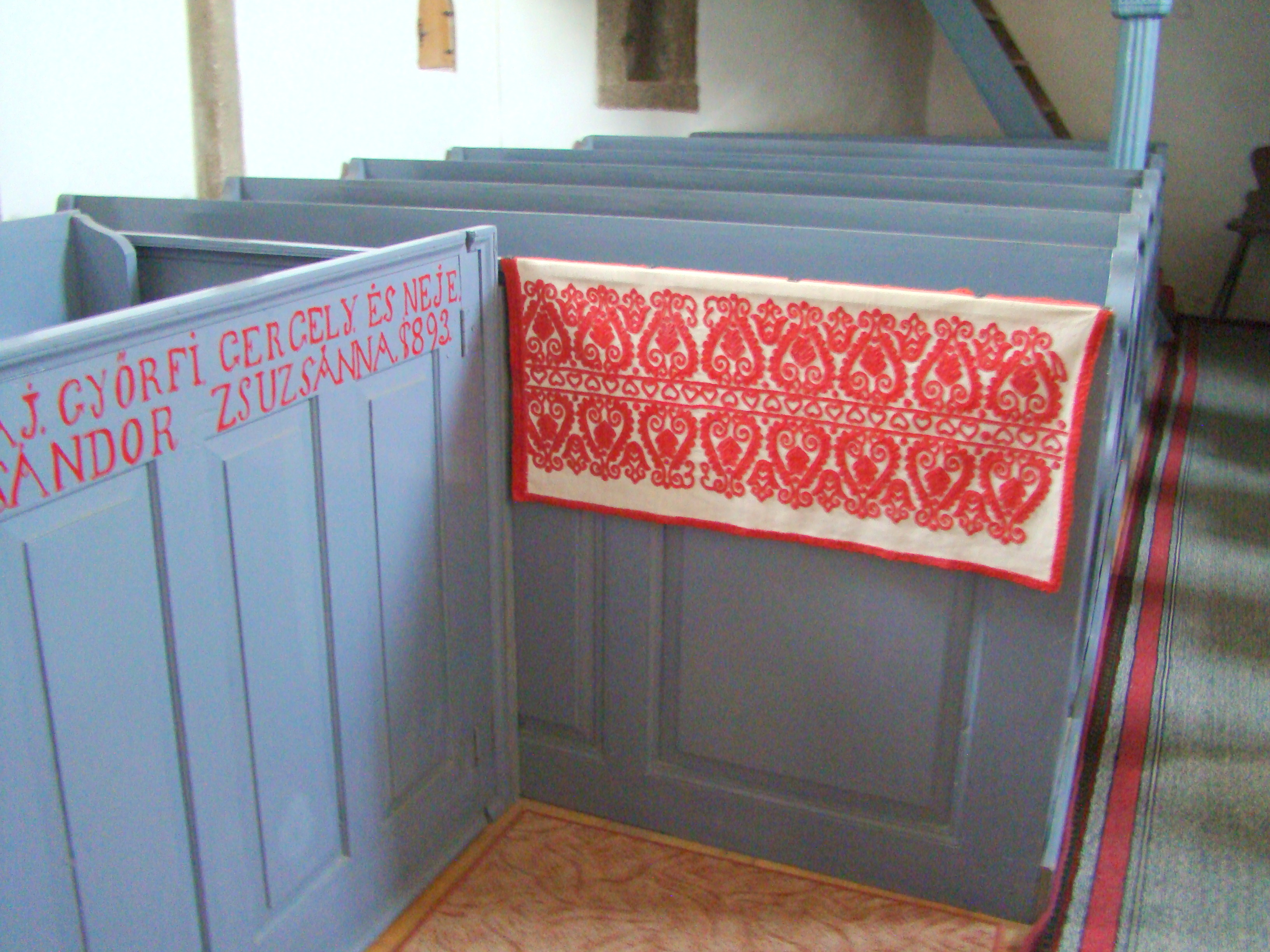
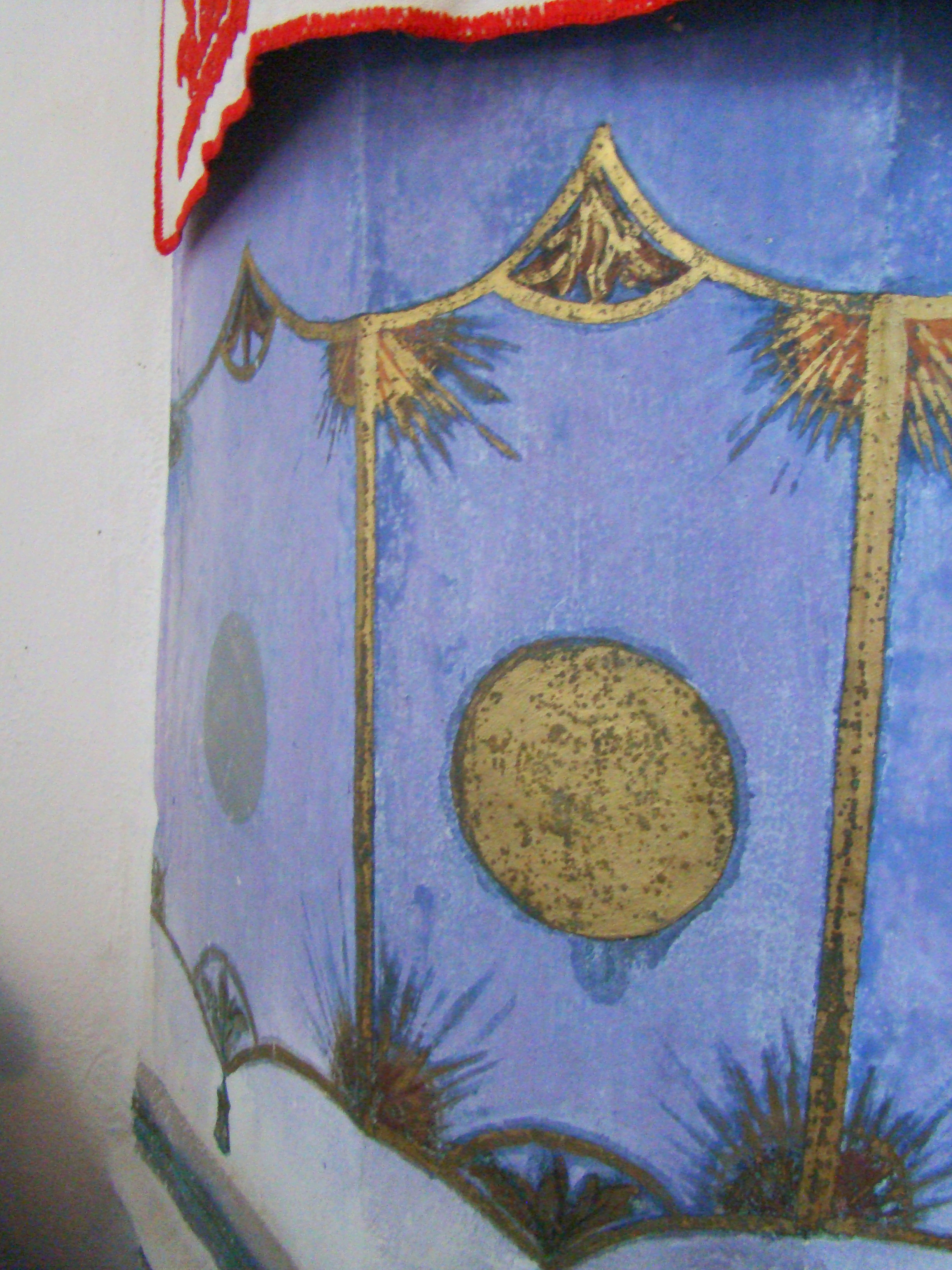
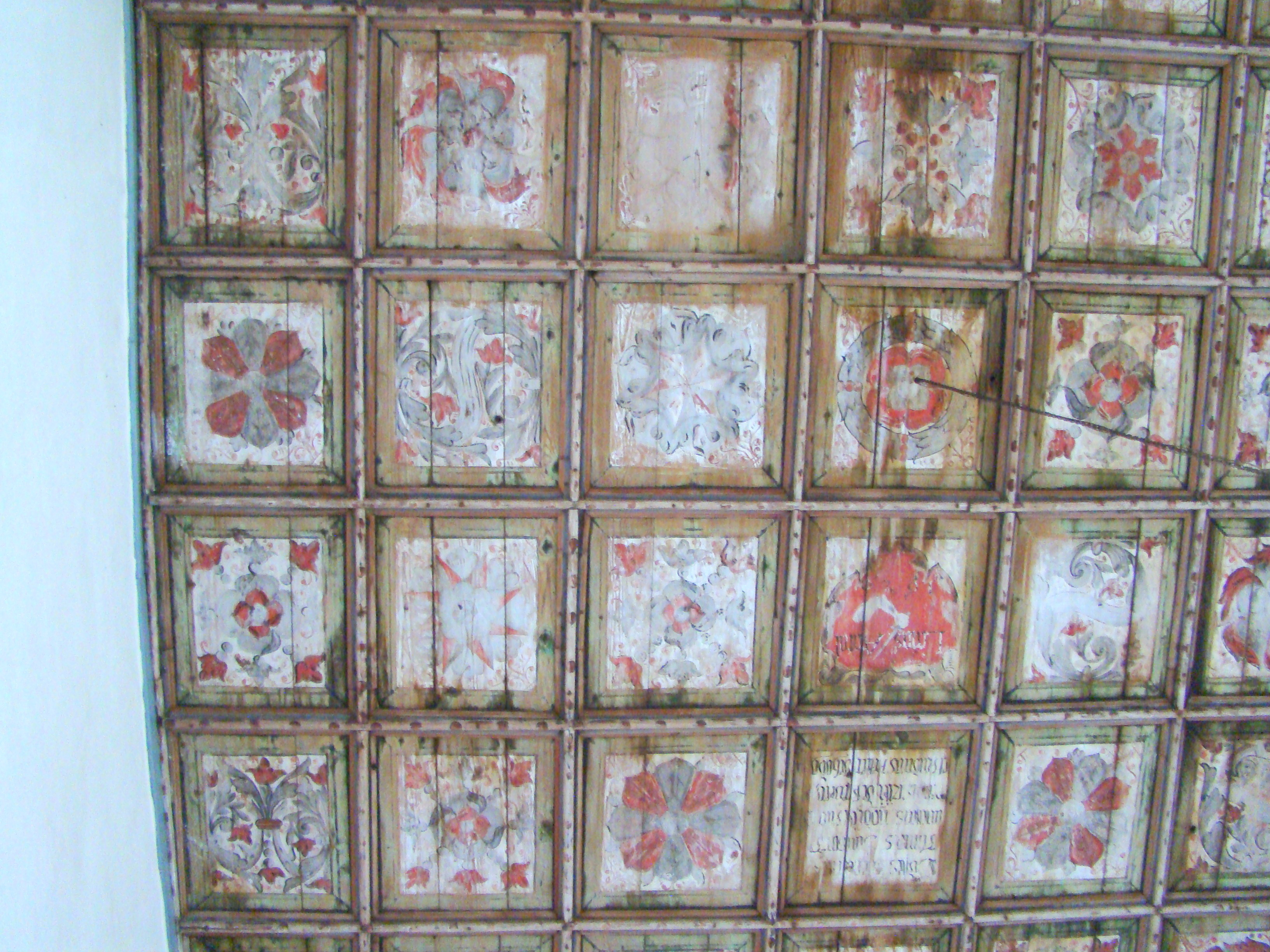
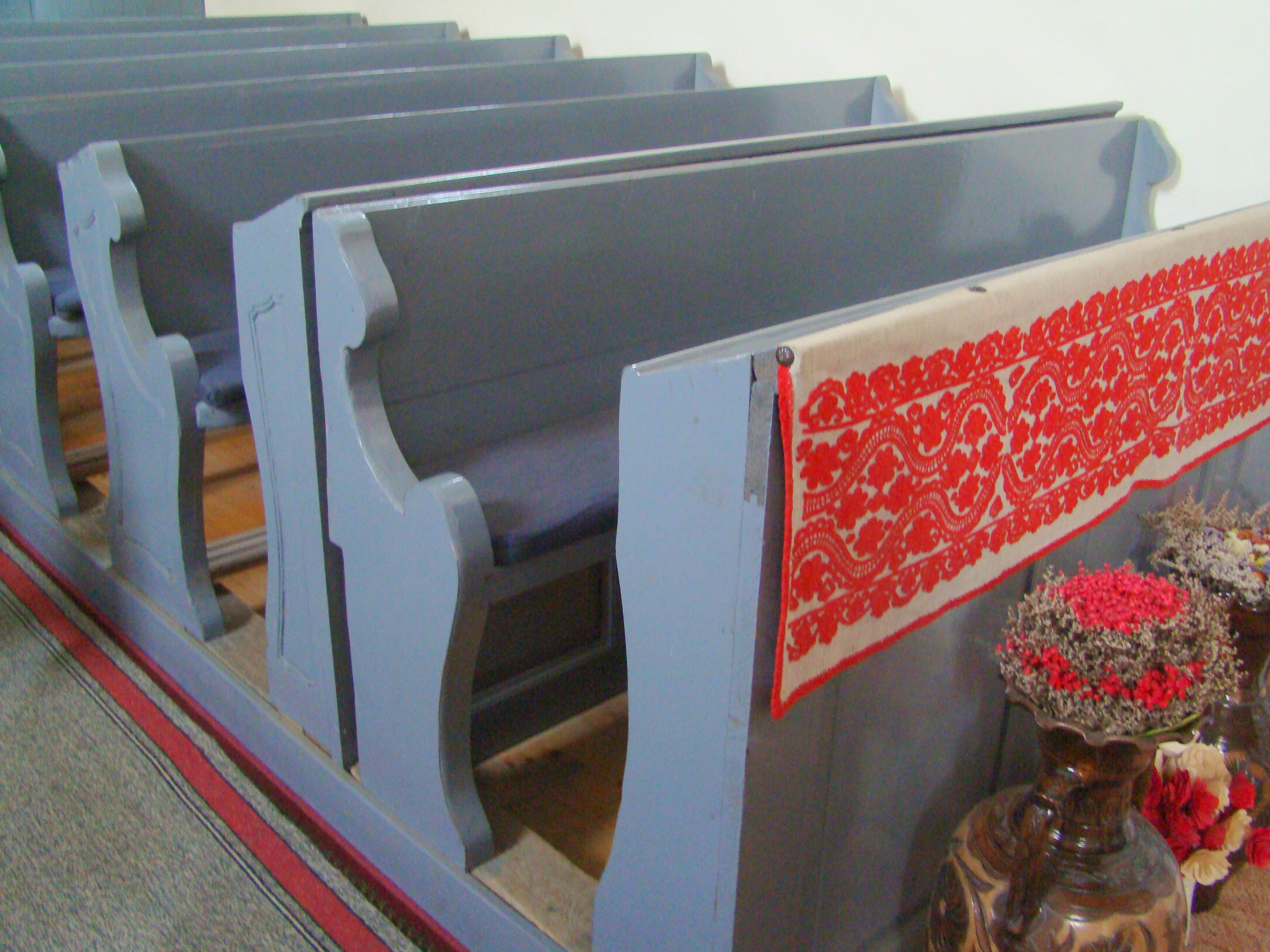
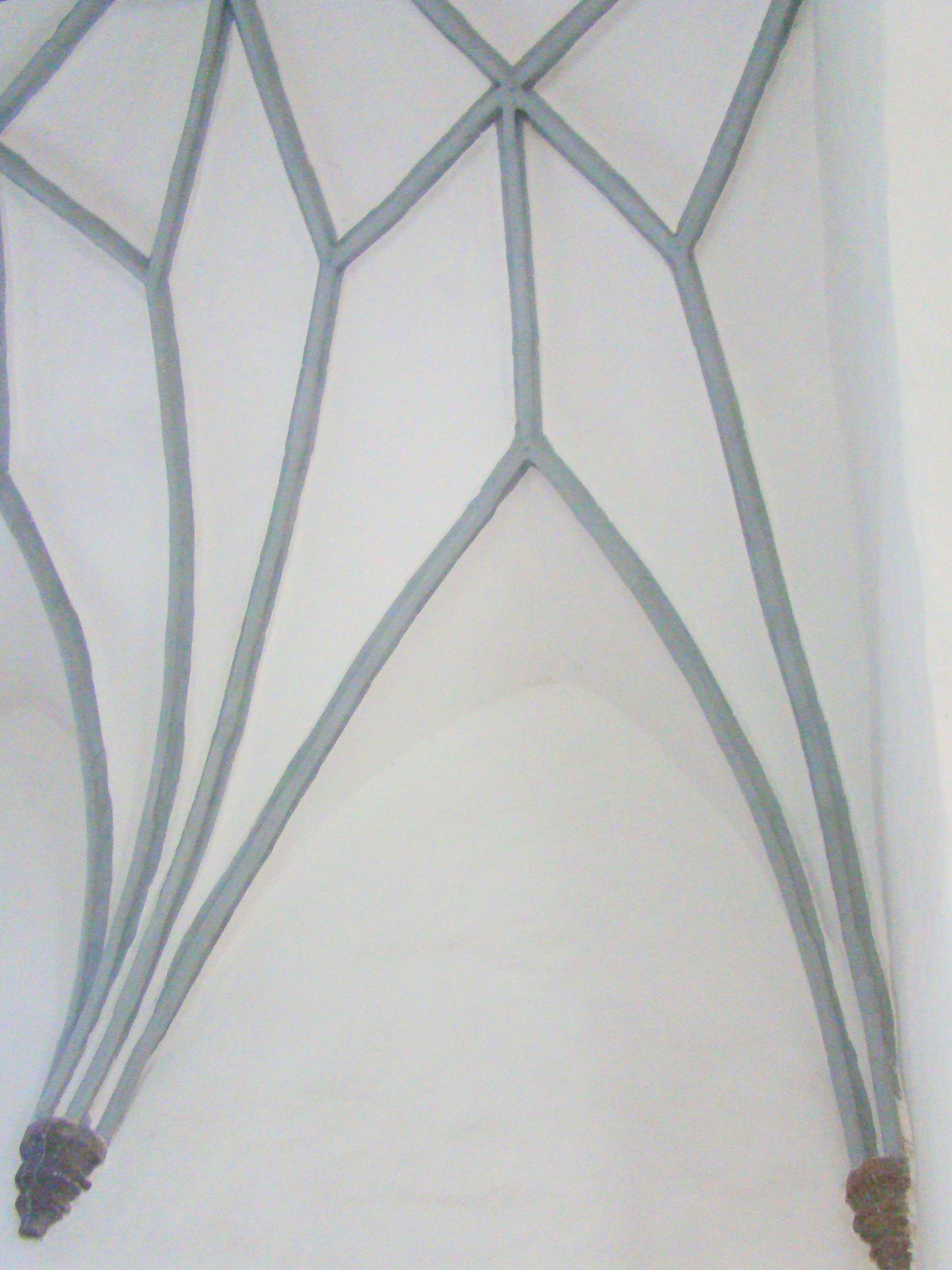
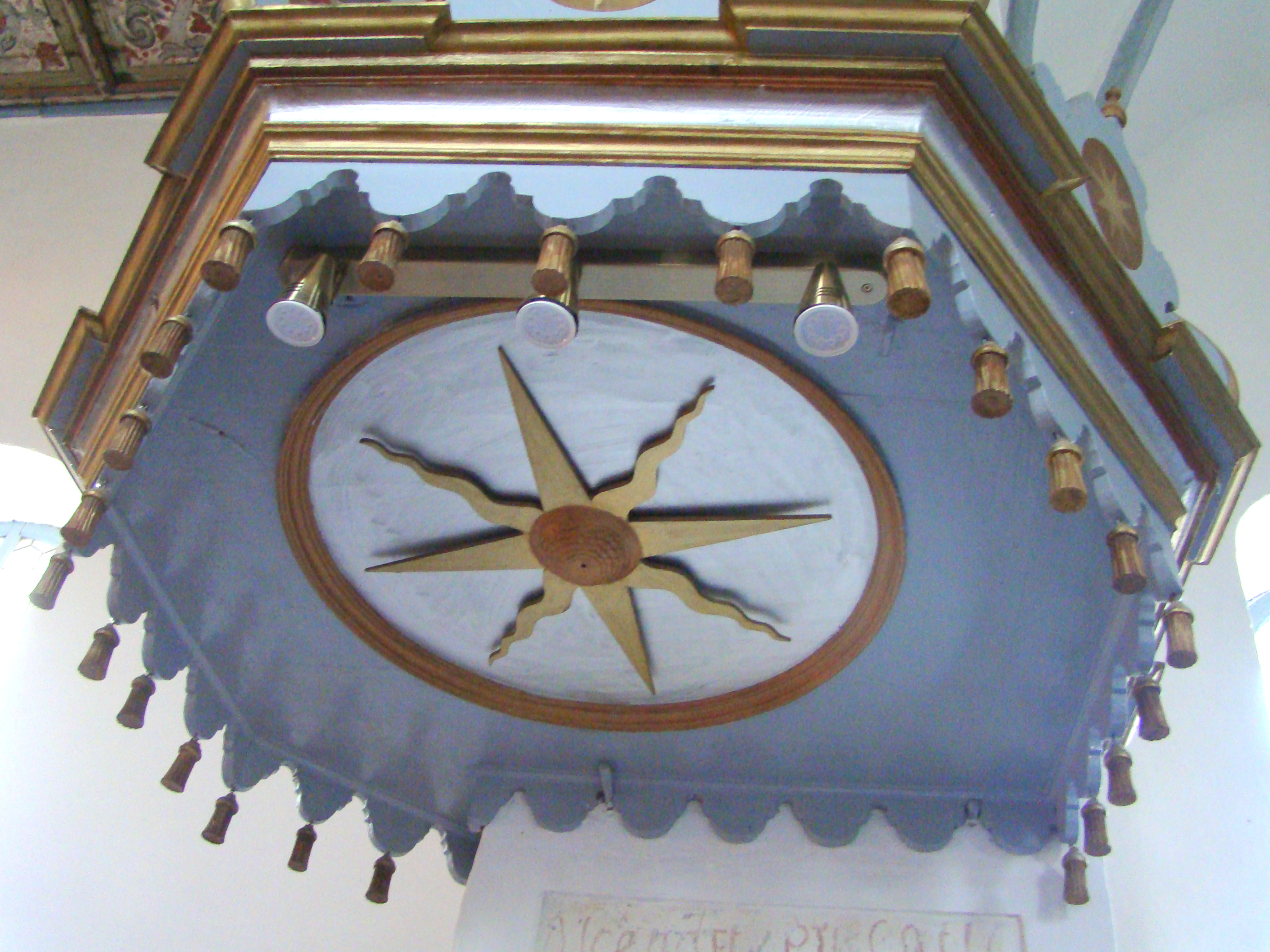
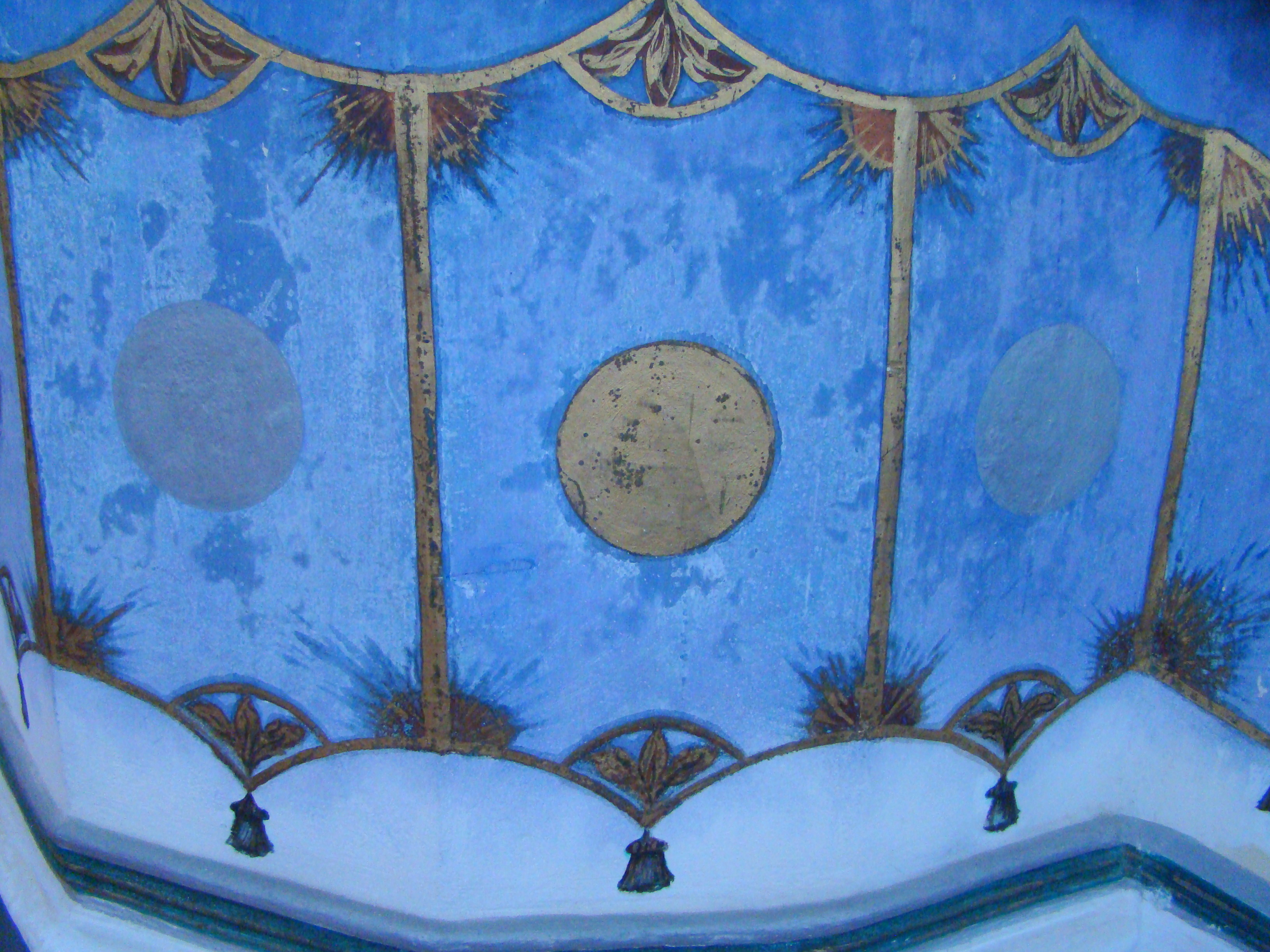
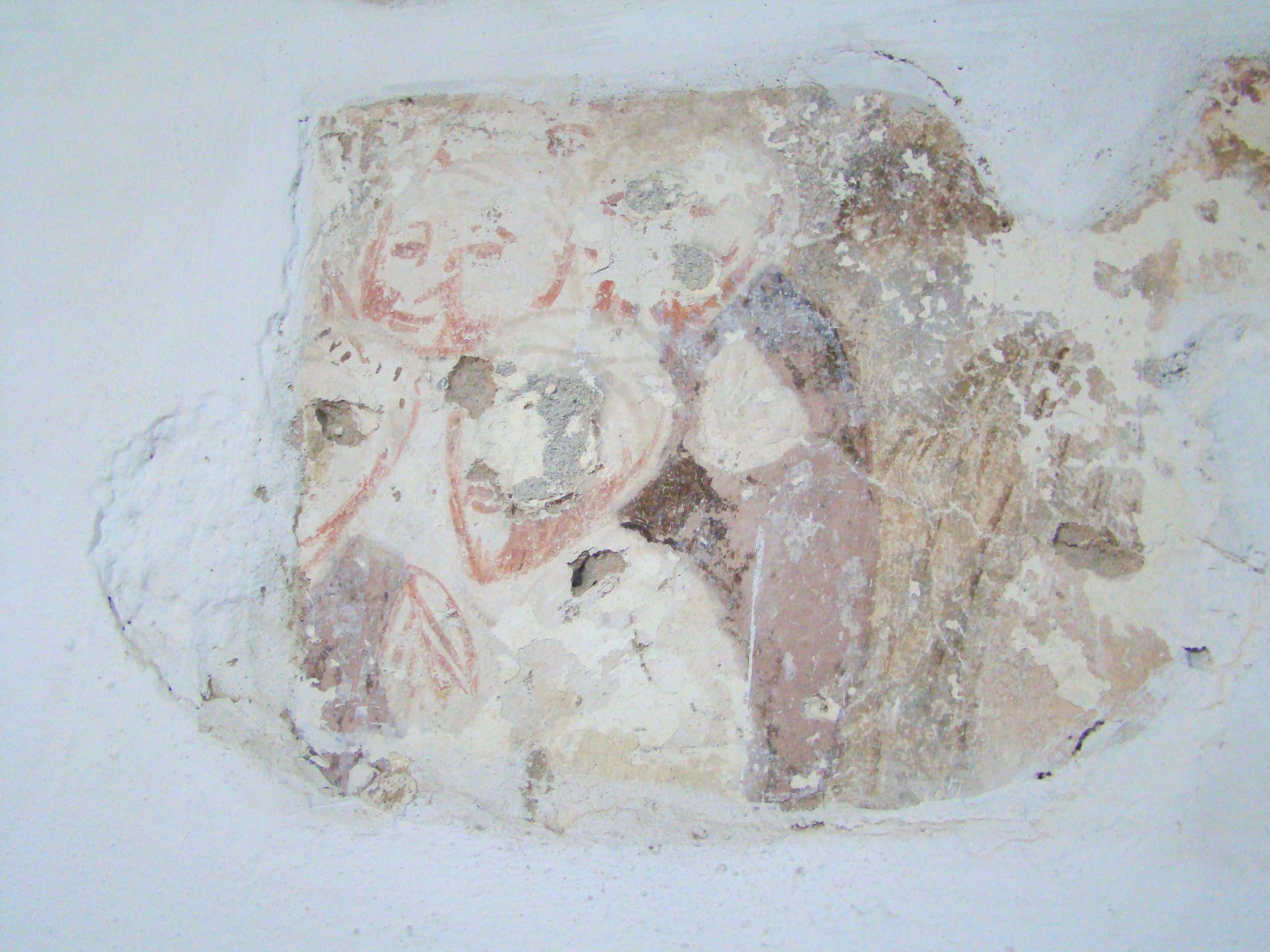
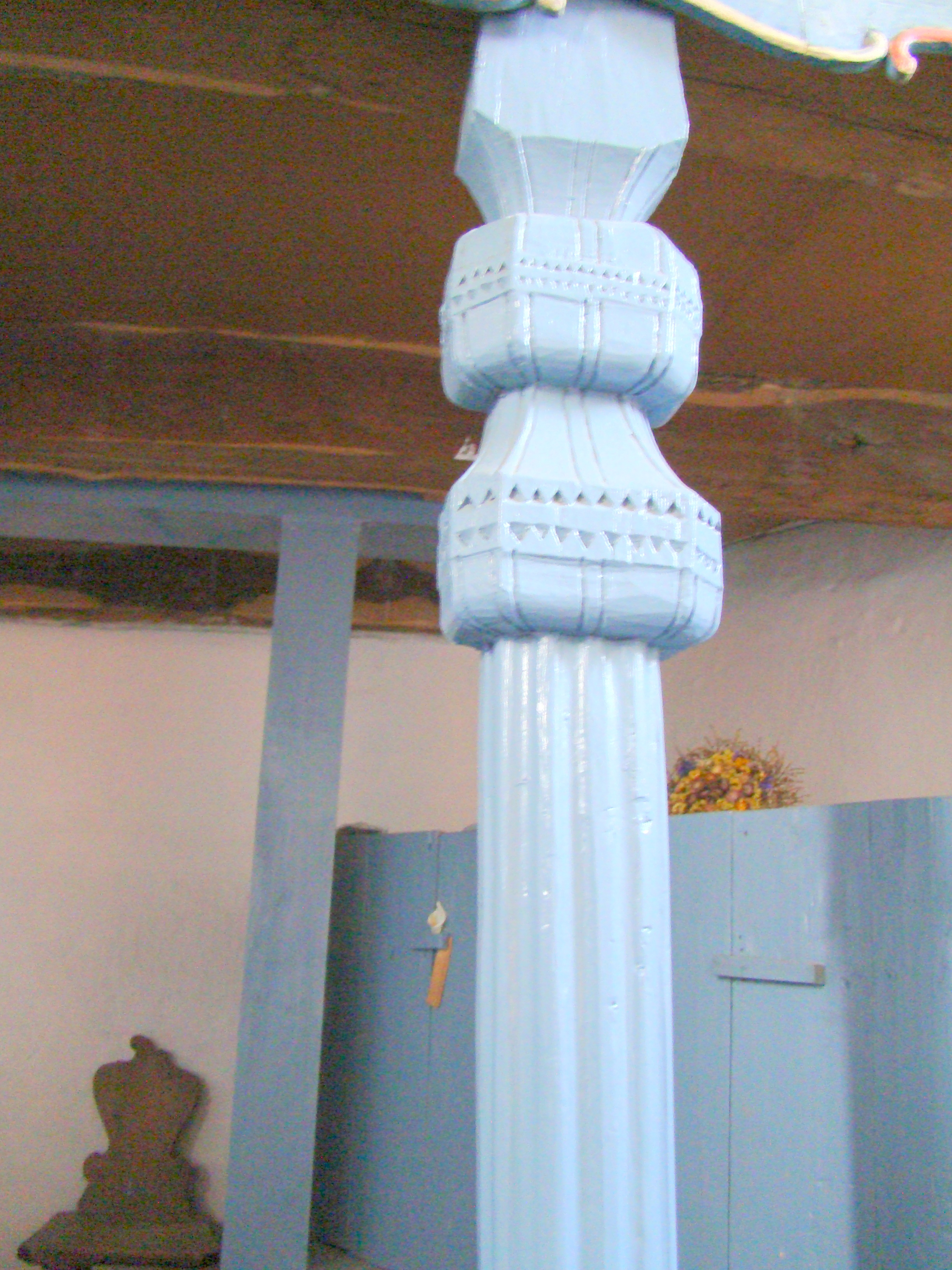
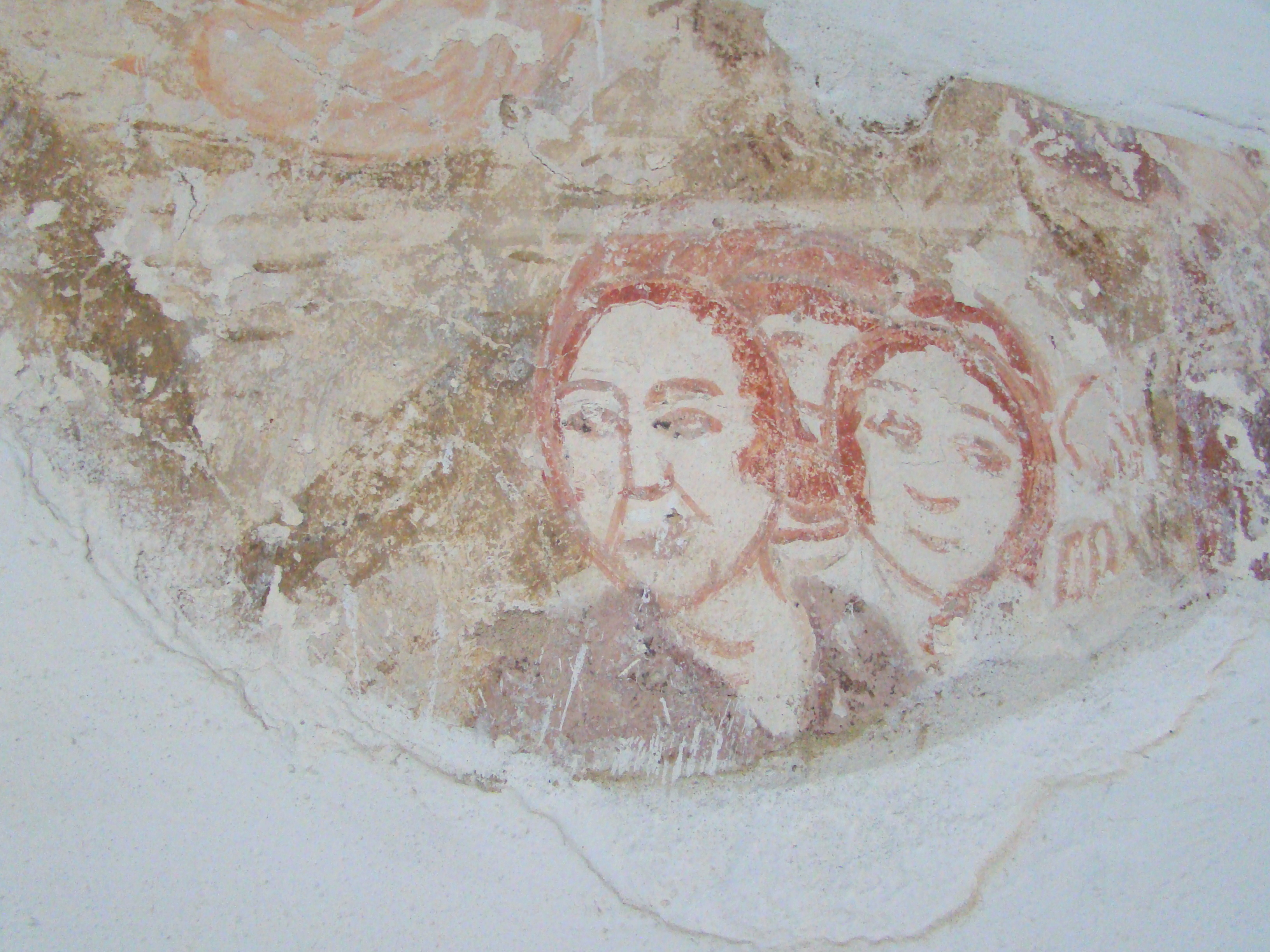
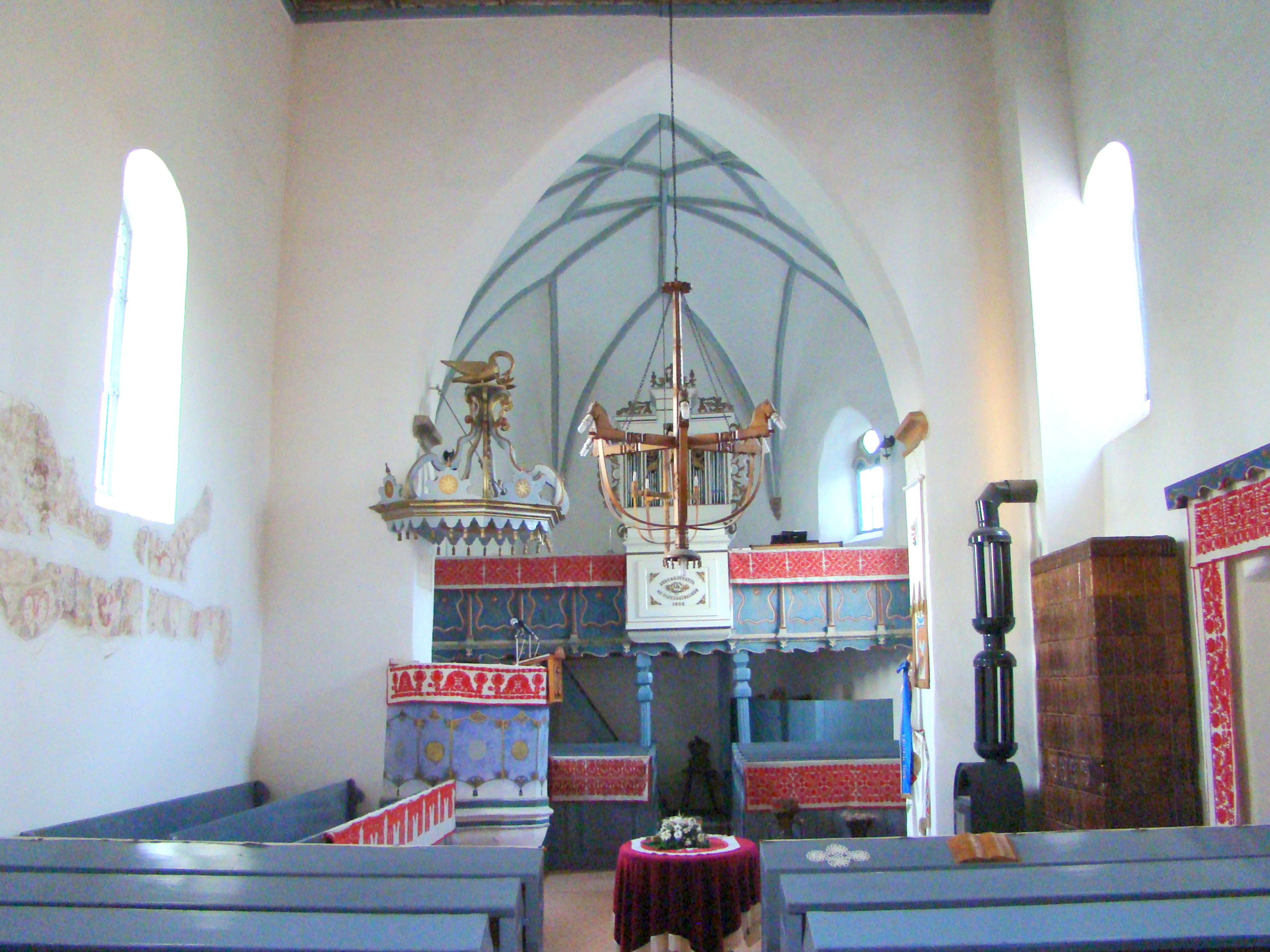

## Vezi și
- Forțeni, Harghita